# Baumwolle

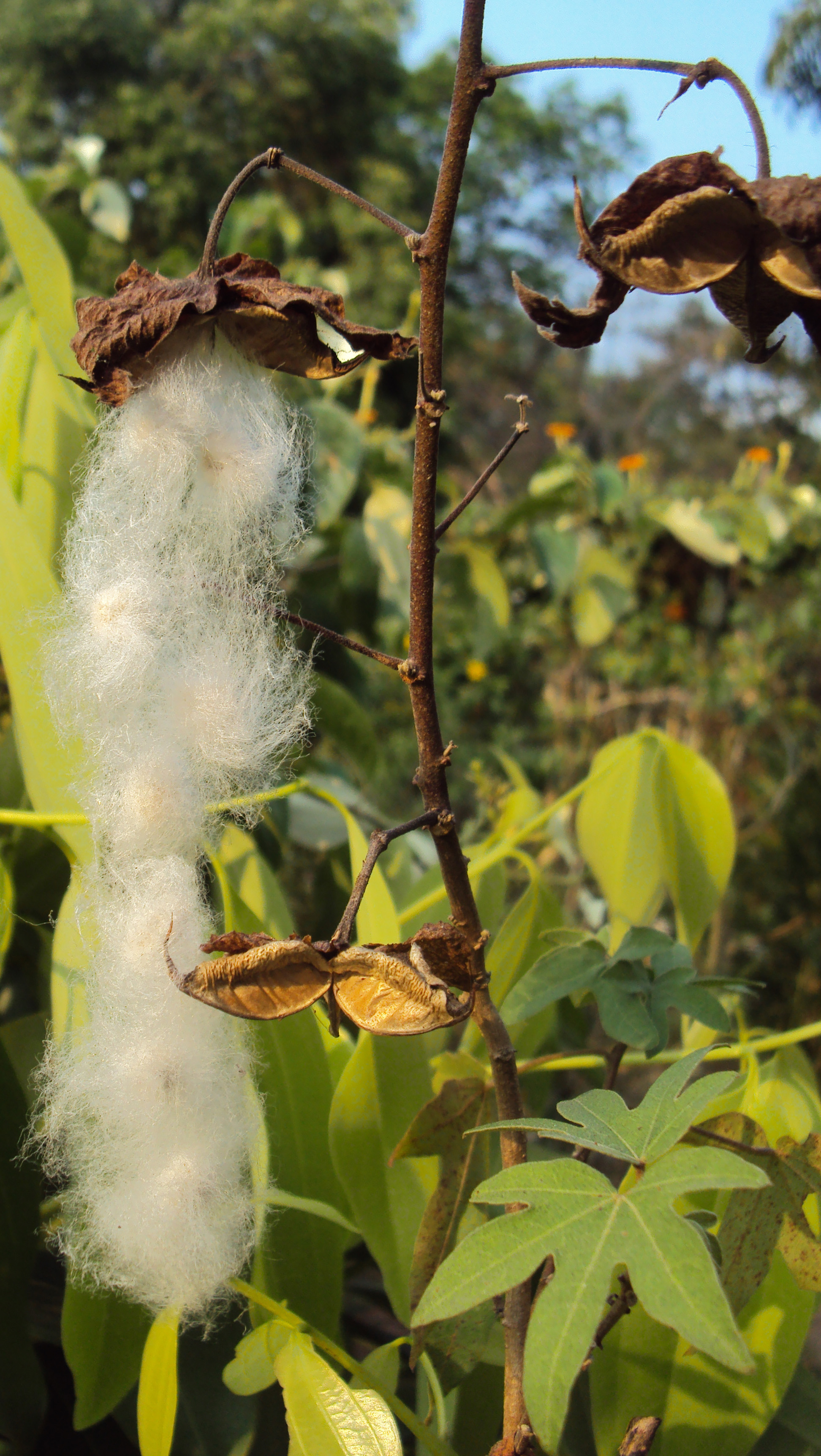
Untergattung Gossypium Sektion Gossypium: Gossypium arboreum

Die Baumwollpflanzen (Gossypium) oder Baumwolle ist eine Pflanzengattung innerhalb der Familie der Malvengewächse (Malvaceae). Es gibt etwa 20 bis 51 Arten in den Tropen und Subtropen.
Baumwolle ist eine sehr alte Kulturpflanze. Bemerkenswert ist, dass mindestens vier Völker möglicherweise unabhängig voneinander diese Pflanzengattung domestizierten. Zweimal geschah dies in der Neuen Welt mit den Arten Gossypium hirsutum und Gossypium barbadense und in der Alten Welt je einmal in Asien (Gossypium arboreum) und Afrika (Gossypium herbaceum). Aus den Samenhaaren wird die Baumwollfaser, eine Naturfaser, gewonnen. Die Baumwollfasern werden ebenfalls als Baumwolle bezeichnet.

## Etymologie

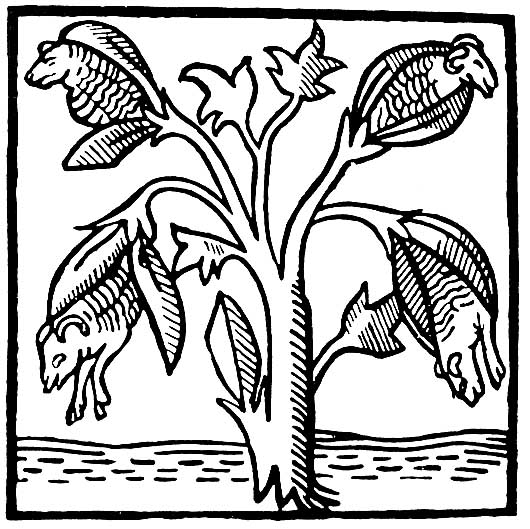
Der Holzschnitt aus dem 14. Jahrhundert von Jehan de Mandeville zeigt das Missverständnis vom Schafe tragenden Baum.

Der Name „Baumwolle“ leitet sich von den Büscheln langer Fasern in den Früchten der Baumwollpflanze ab, welche die Ausbreitung der Pflanzensamen über größere Distanzen ermöglichen. Allerdings ist die Baumwollpflanze trotz des Namens kein Baum, sondern ein bis zu 6 Meter hoher Strauch. Viele Pflanzensamen tragen solche Samenhaare (auch Samenwolle), doch nur wenige wie die der Baumwollpflanze werden zur Textilherstellung verwendet. Wie die tierischen Wollhaare dienen diese Pflanzenfasern als Grundlage zur Herstellung von Garnen, Geweben und Wirkwaren.
Das Bestimmungswort „Baum“ wurde eventuell im Anschluss an Herodots Historien Buch 3, 106 gewählt, wonach in Indien Wolle, die die Schafwolle an Schönheit und Güte übertrifft und aus der die Inder ihre Kleider herstellen, auf Bäumen wächst. Im Mittelhochdeutschen ist für das 12. Jahrhundert bereits das Wort boumwolle dafür belegt.
Das nicht nur im Englischen, sondern international gebräuchliche Wort cotton (mittelenglisch coton, frz. coton, span. algodón, ital. cotone) leitet sich über das mittelfranzösische coton aus dem spanisch-arabischen Dialektwort quṭún (hocharabisch قطن, DMG quṭn) ab, das „Baumwolle“ bedeutet. Im Deutschen ist diese Wurzel in Kattun präsent.
Die plattdeutsche Form Boomwull hat zu den nordischen Formen geführt: nordfriesisch buumol, dänisch bomuld, schwedisch und norwegisch bomull, färöisch bummull, isländisch baðmull.

## Beschreibung

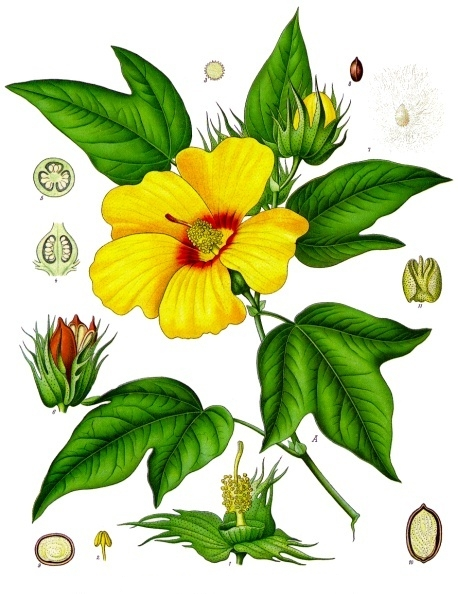
Illustration aus Köhler's Medizinalpflanzen von Gossypium barbadense: A blühender Zweig, 1 Blüte ohne Kronblätter, 2 Staubgefäße, 3 Pollen, 4 und 5 Fruchtknoten im Längs- und Querschnitt, 6 Frucht, 7 Same mit Samenhaaren, 8 derselbe ohne Samenhaare, 9 und 10 derselbe in Längs- und Querschnitt, 11 Embryo

Gossypium-Arten sind dimorph: Während der Haupttrieb eine durchgehende (monopodiale), vegetative Achse bildet, kommt es an den Seitentrieben zur Blütenbildung. Die Seitentriebe sind außerdem sympodial, denn nach jeder Blüte stellt die alte Achse ihr Wachstum ein. Die neue Zweigachse wird von einer neben der Blüte auskeimenden Knospe übernommen.

### Vegetative Merkmale
Gossypium-Arten wachsen als einjährige bis ausdauernde, krautige Pflanzen, manchmal als Sträucher. Alle oberirdischen Pflanzenteile sind mit dunklen Öldrüsen punktiert.
Die wechselständigen Laubblätter sind in Blattstiel und Blattspreite gegliedert. Die Blattspreiten sind meist handförmig drei- bis neunlappig, selten ohne Lappen. Es sind Nebenblätter vorhanden.

### Generative Merkmale
Die im oberen Bereich der Pflanzen gebildeten Blüten stehen einzeln. Die Blütenstiele besitzen meist Drüsen direkt unter dem Nebenkelch. Die meist drei, selten bis sieben Nebenkelchblätter sind laubblattähnlich, drüsig, frei oder an ihrer Basis verwachsen, ganzrandig oder gezähnt bis tief geschlitzt.
Die zwittrigen Blüten sind radiärsymmetrisch, fünfzählig mit doppelter Blütenhülle (Perianth). Die fünf Kelchblätter sind becherförmig mehr oder weniger hoch verwachsen. Die fünf freien, relativ großen Kronblätter sind oben gerundet. Die Kronblätter besitzen eine weiße oder gelbe Grundfarbe und sind im Zentrum der Blüte manchmal purpurfarben bis rötlich. Bei der Unterfamilie Malvoideae sind die vielen Staubblätter zu einer den Stempel umgebenden Röhre verwachsen, der sogenannten Columna. Drei bis fünf Fruchtblätter sind zu einem oberständigen, drei- bis fünfkammerigen Fruchtknoten verwachsen mit je zwei Samenanlagen in jeder Kammer. Der kurze, stabförmige Griffel endet in einer keulenförmigen, drei- bis fünfrilligen Narbe.
Die eiförmige, kugelige oder ellipsoide Kapselfrucht öffnet sich bei Reife mit drei bis fünf Klappen. Die kugeligen bis eiförmigen Samen besitzen dichte, weiße, lange wollige Trichome (Samenhaare), die mit kurzen gemischt sein können.

### Inhaltsstoffe

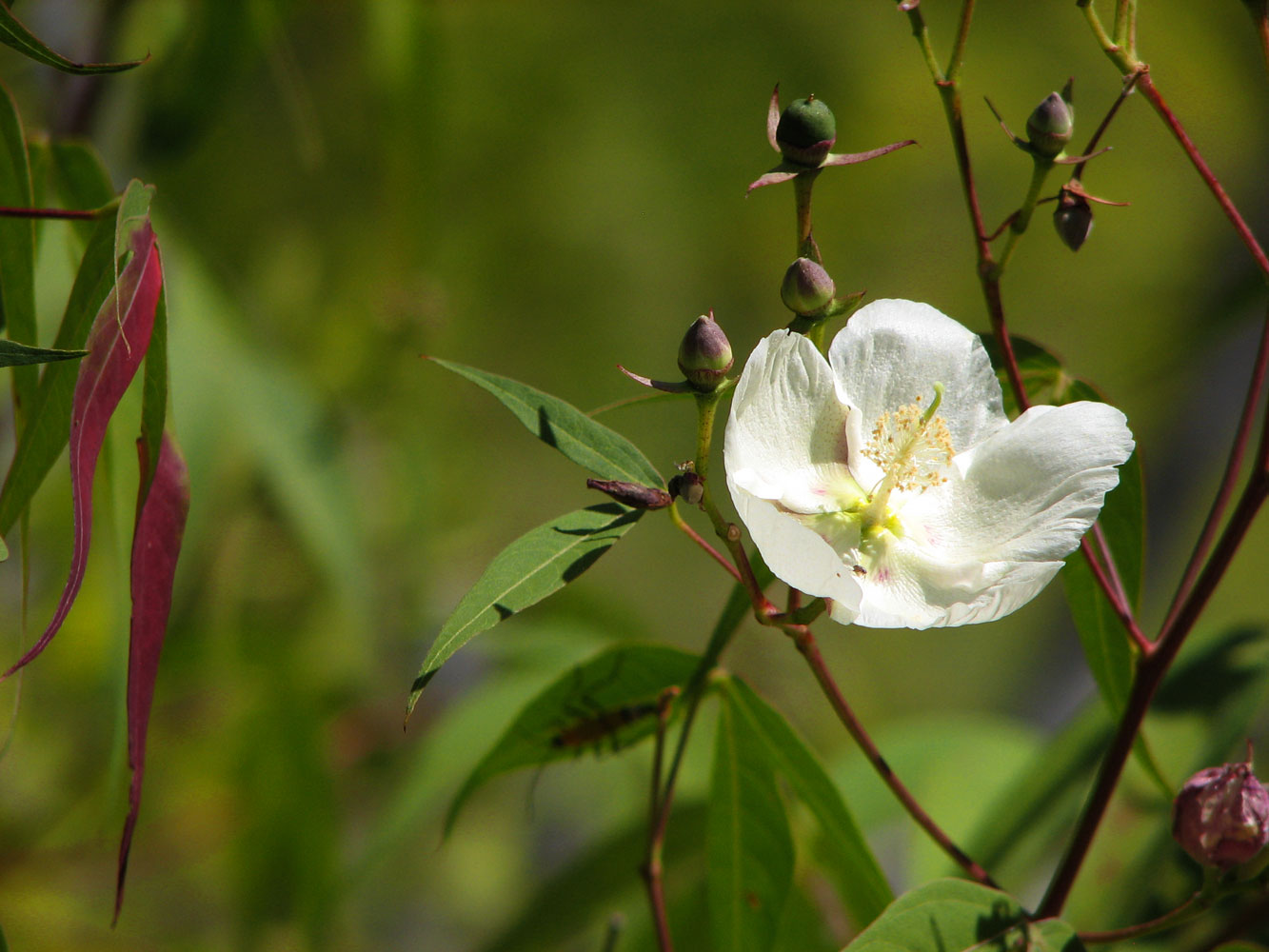
Sektion Houzingenia: Gossypium thurberi

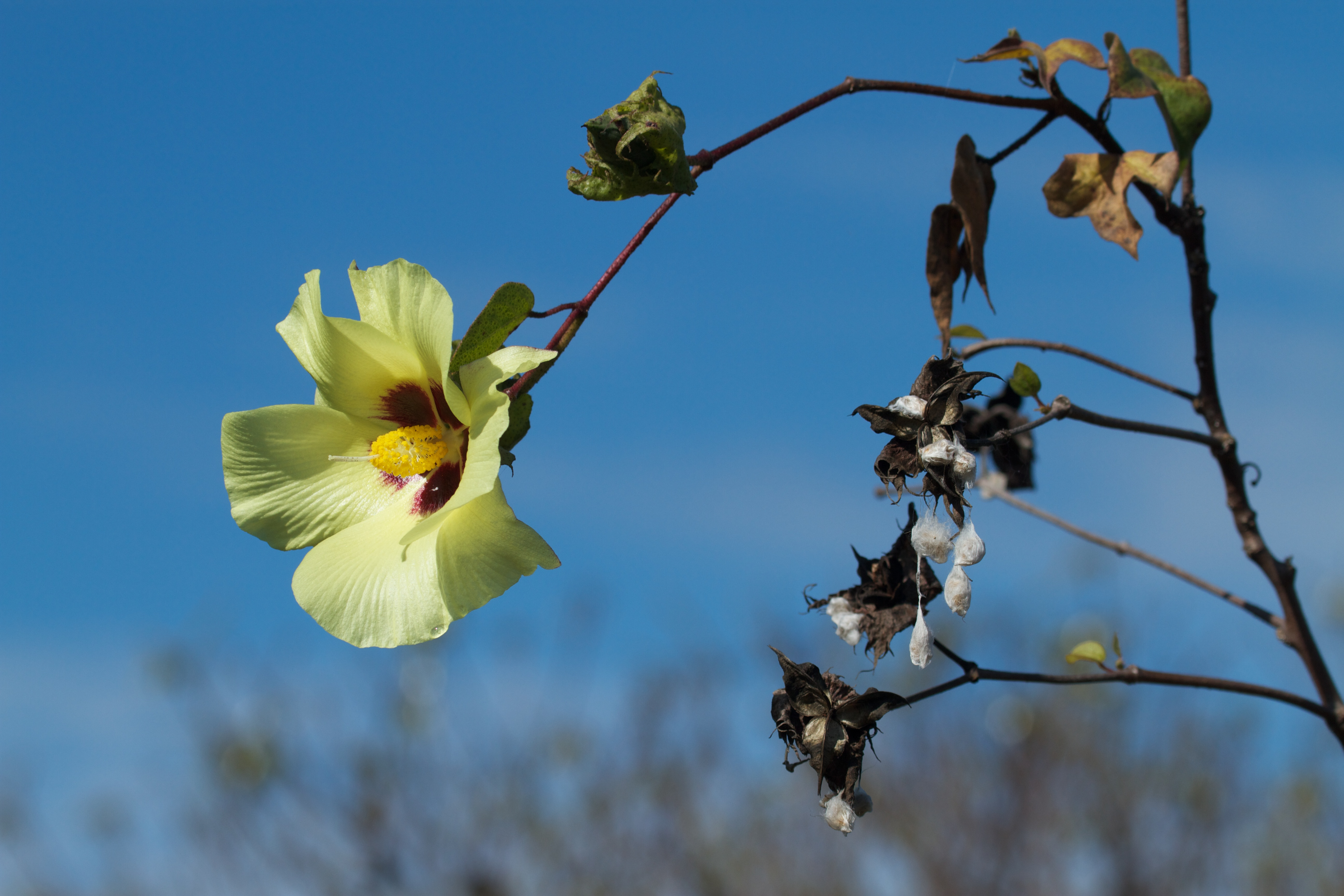
Untergattung Karpas: Gossypium barbadense

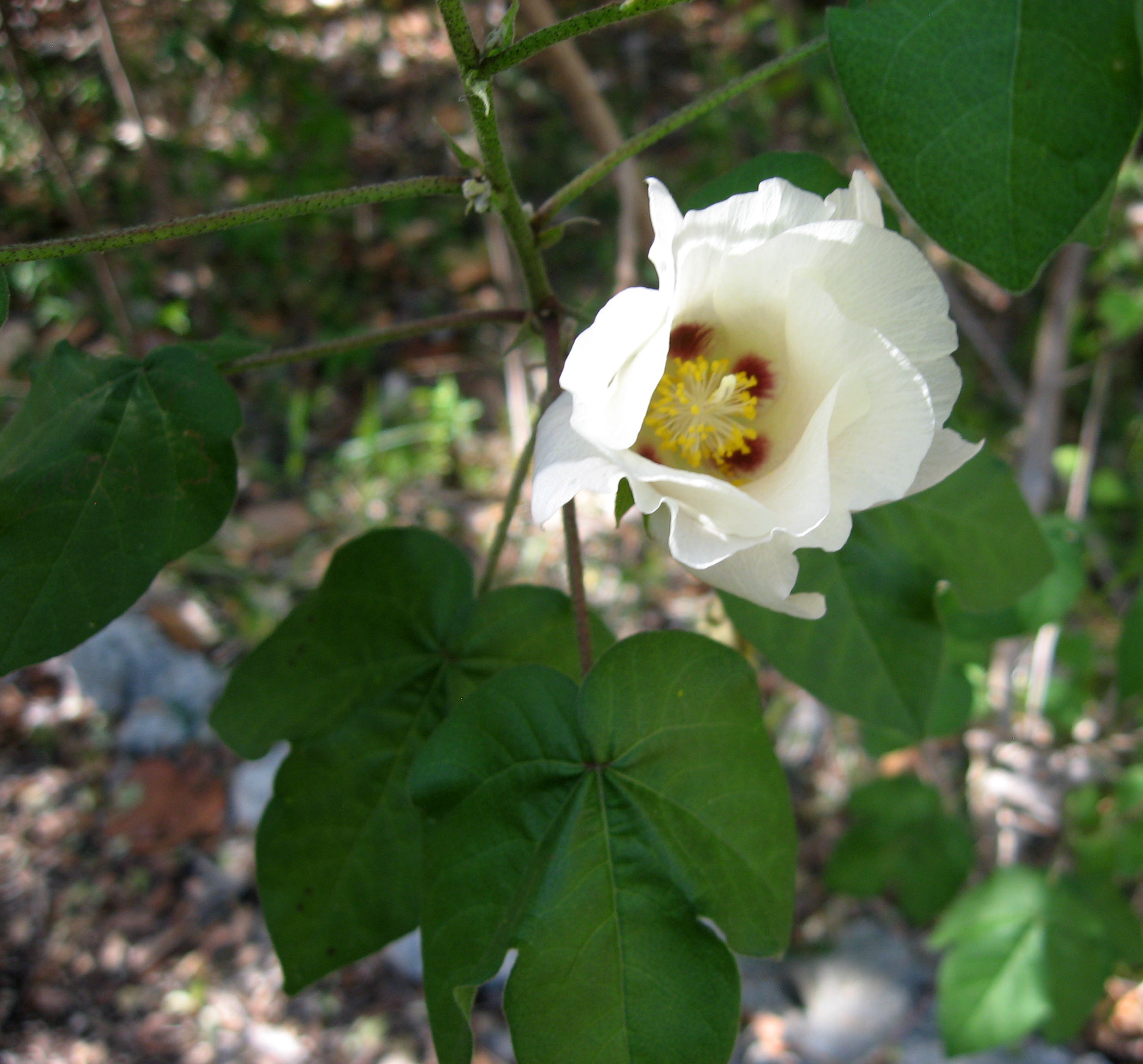
Untergattung Karpas: Gossypium hirsutum

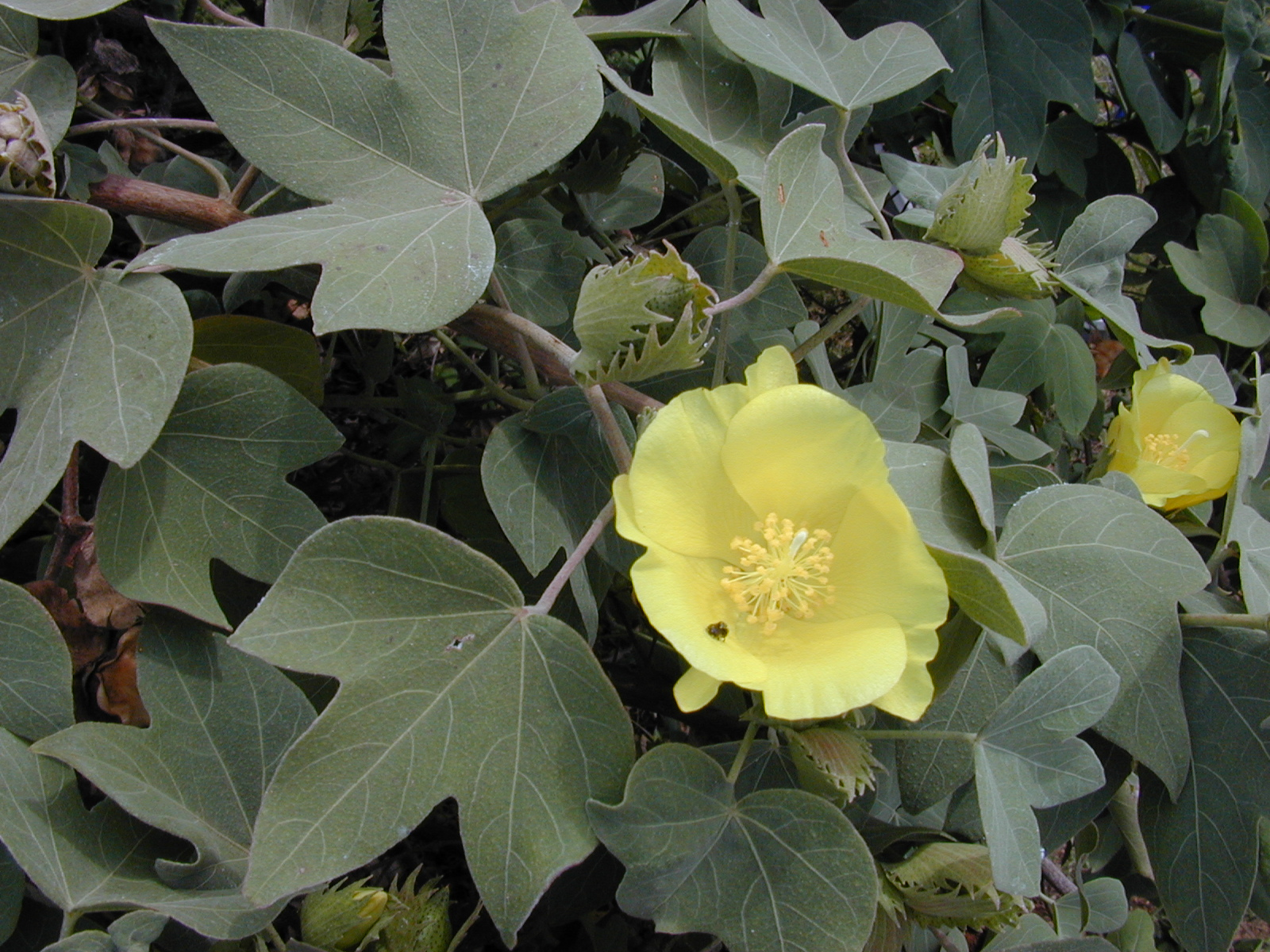
Untergattung Karpas: Laubblätter und Blüte von Gossypium tomentosum

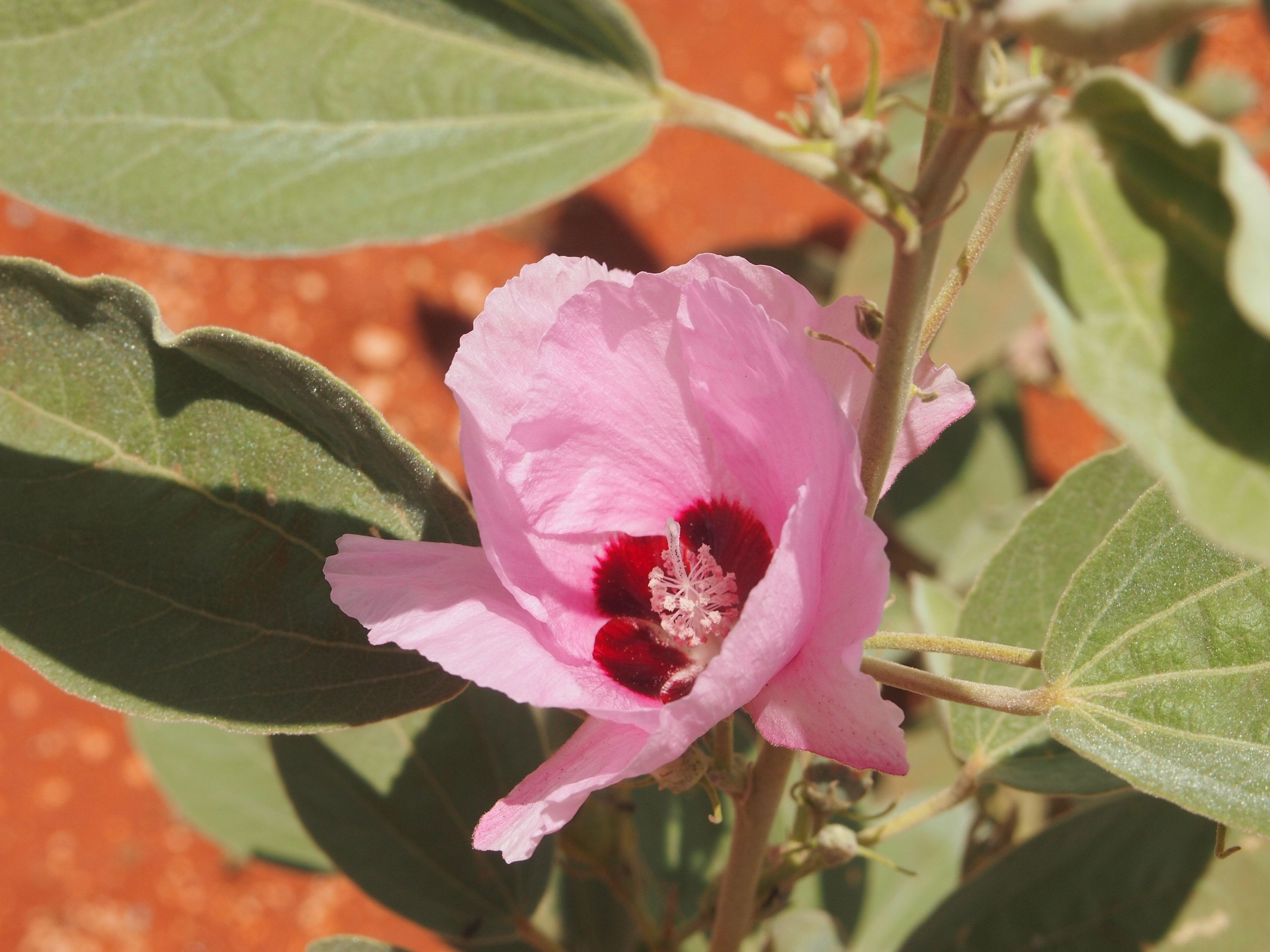
Untergattung Sturtia Sektion Hibiscoidea: Gossypium australe

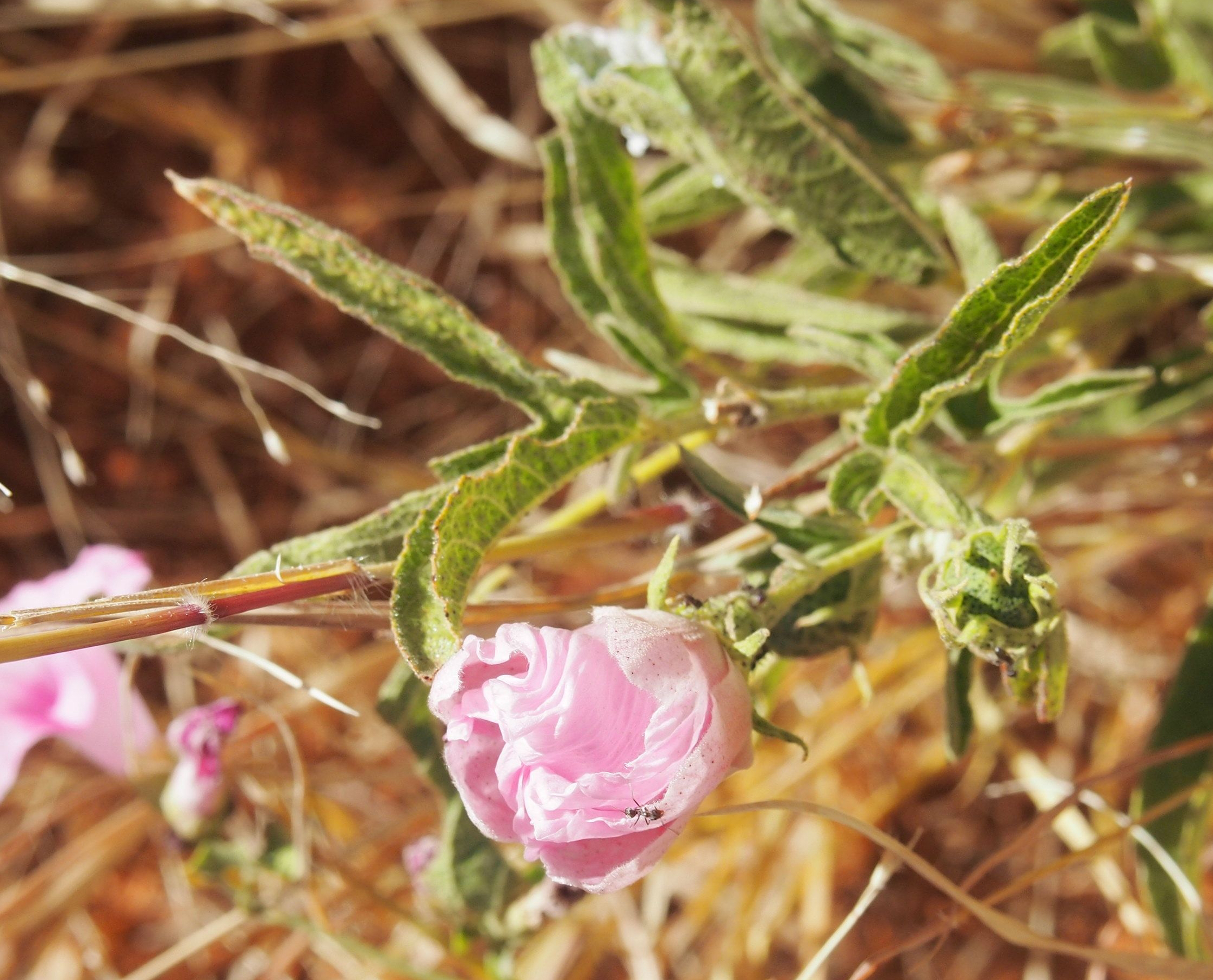
Untergattung Sturtia Sektion Hibiscoidea: Gossypium bickii

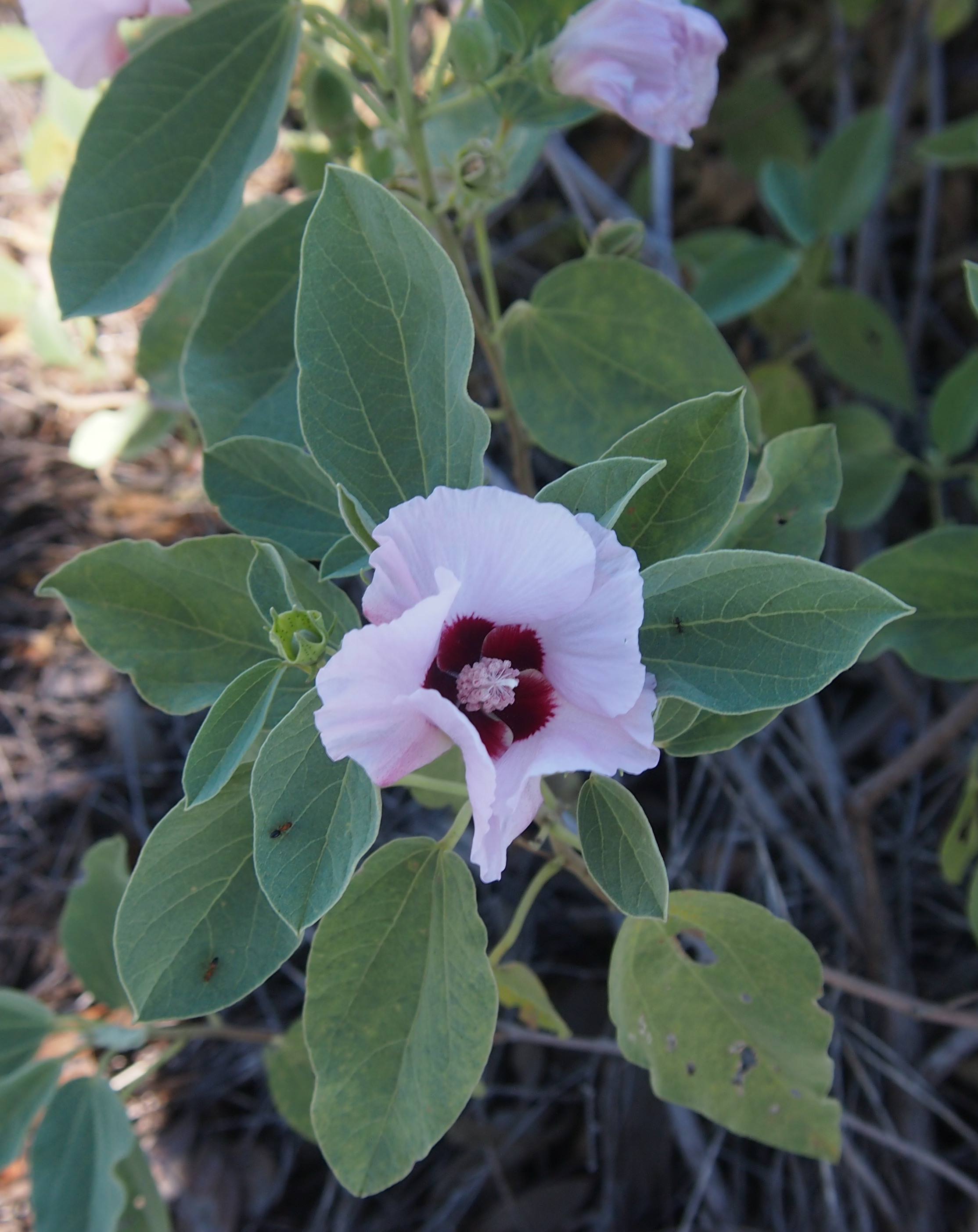
Untergattung Sturtia Sektion Sturtia: Gossypium sturtianum

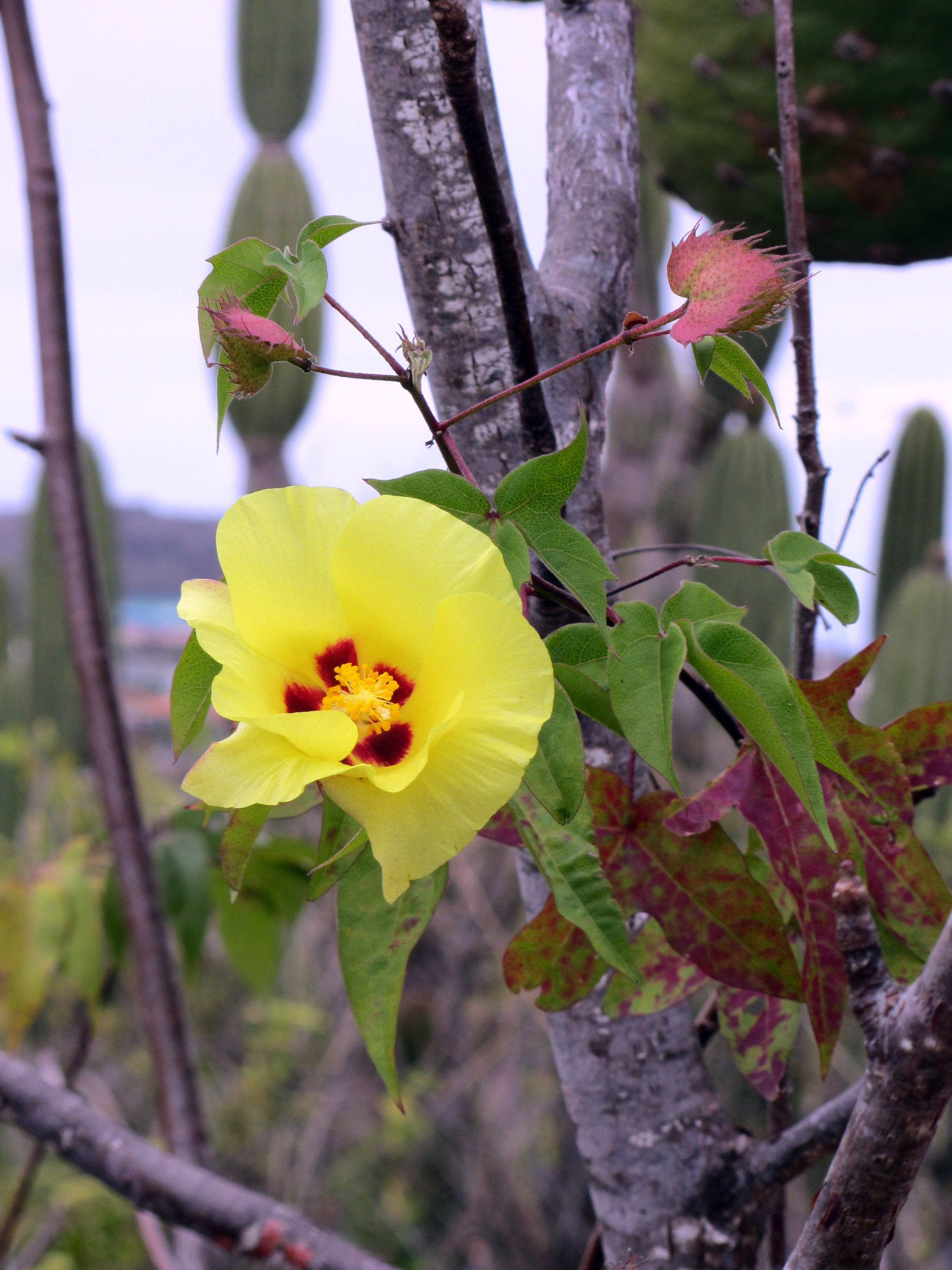
Gossypium darwinii

Die giftigen Samen enthalten bis zu 1,5 % Gossypol.

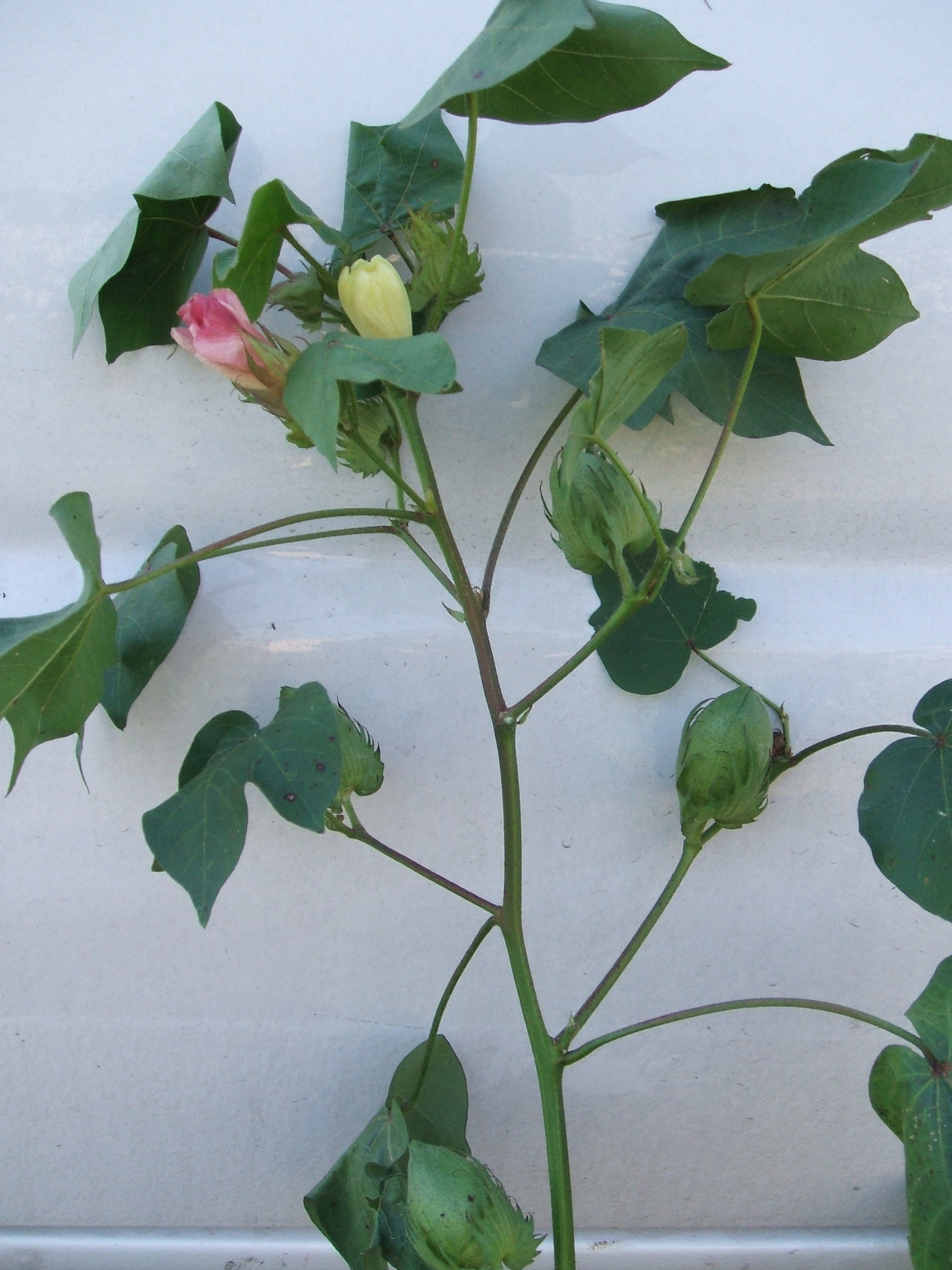
Dimorphes Wachstum der Baumwollpflanze
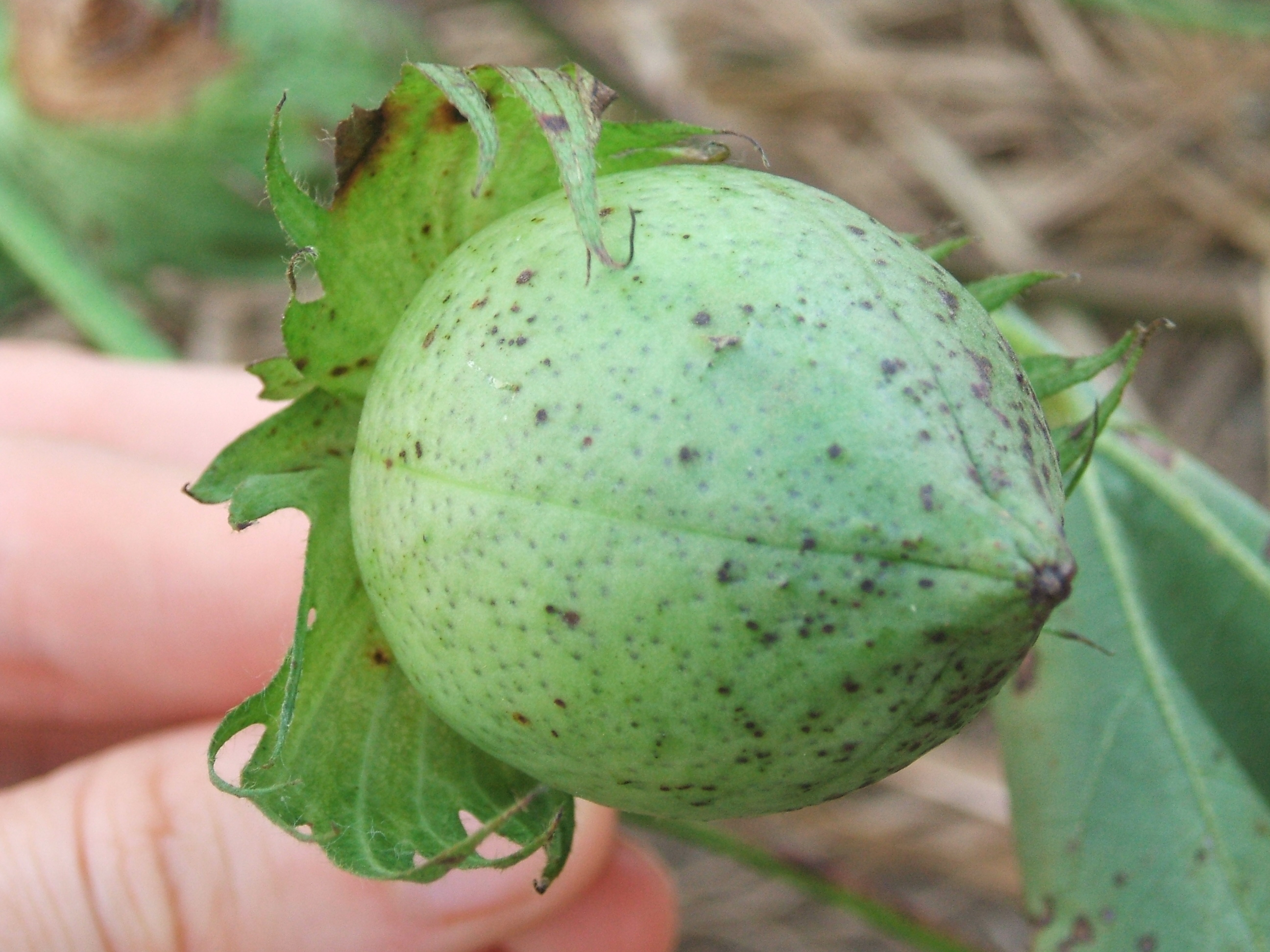
Unreife Kapsel
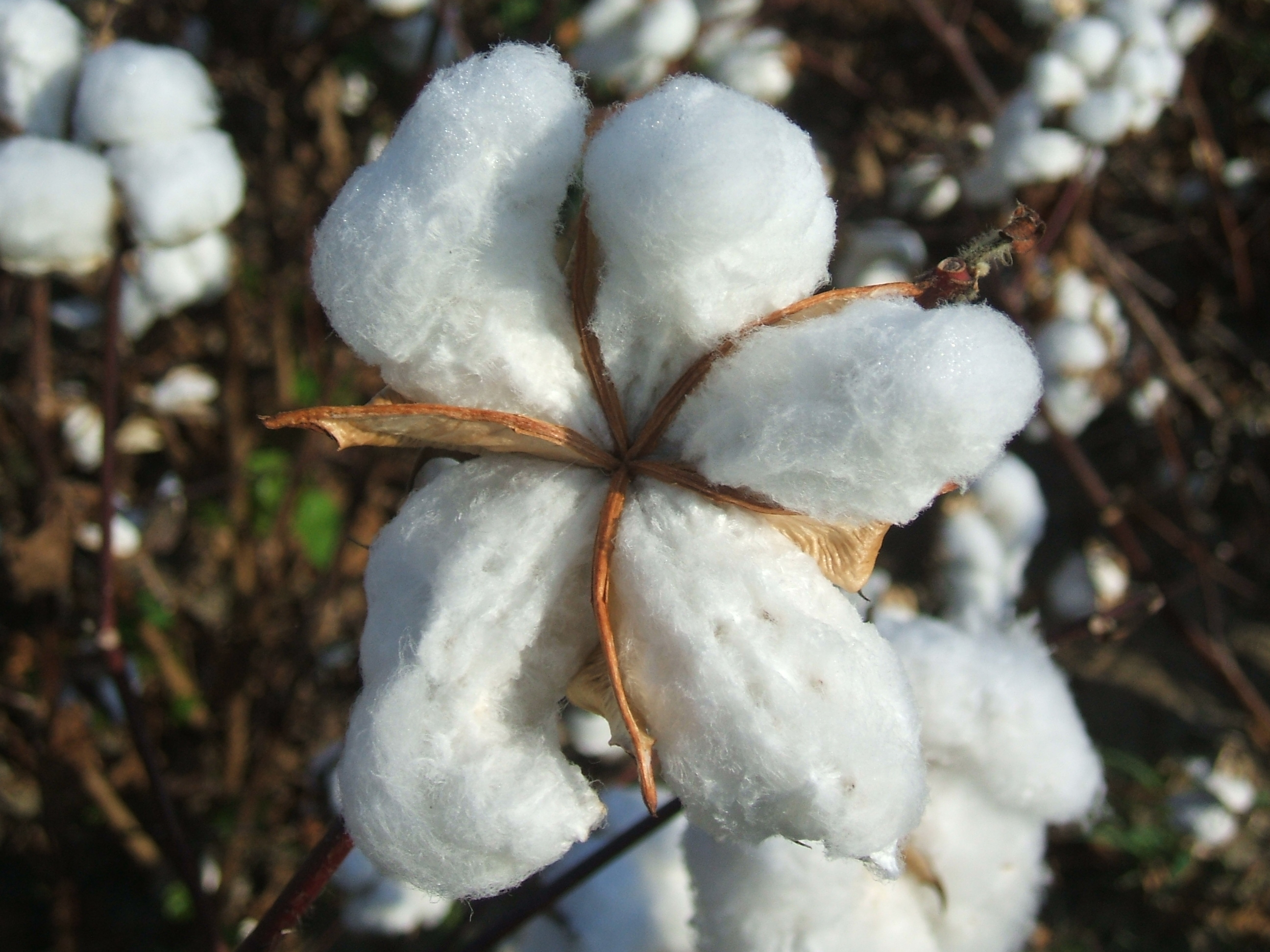
Reife, geöffnete Baumwollkapsel
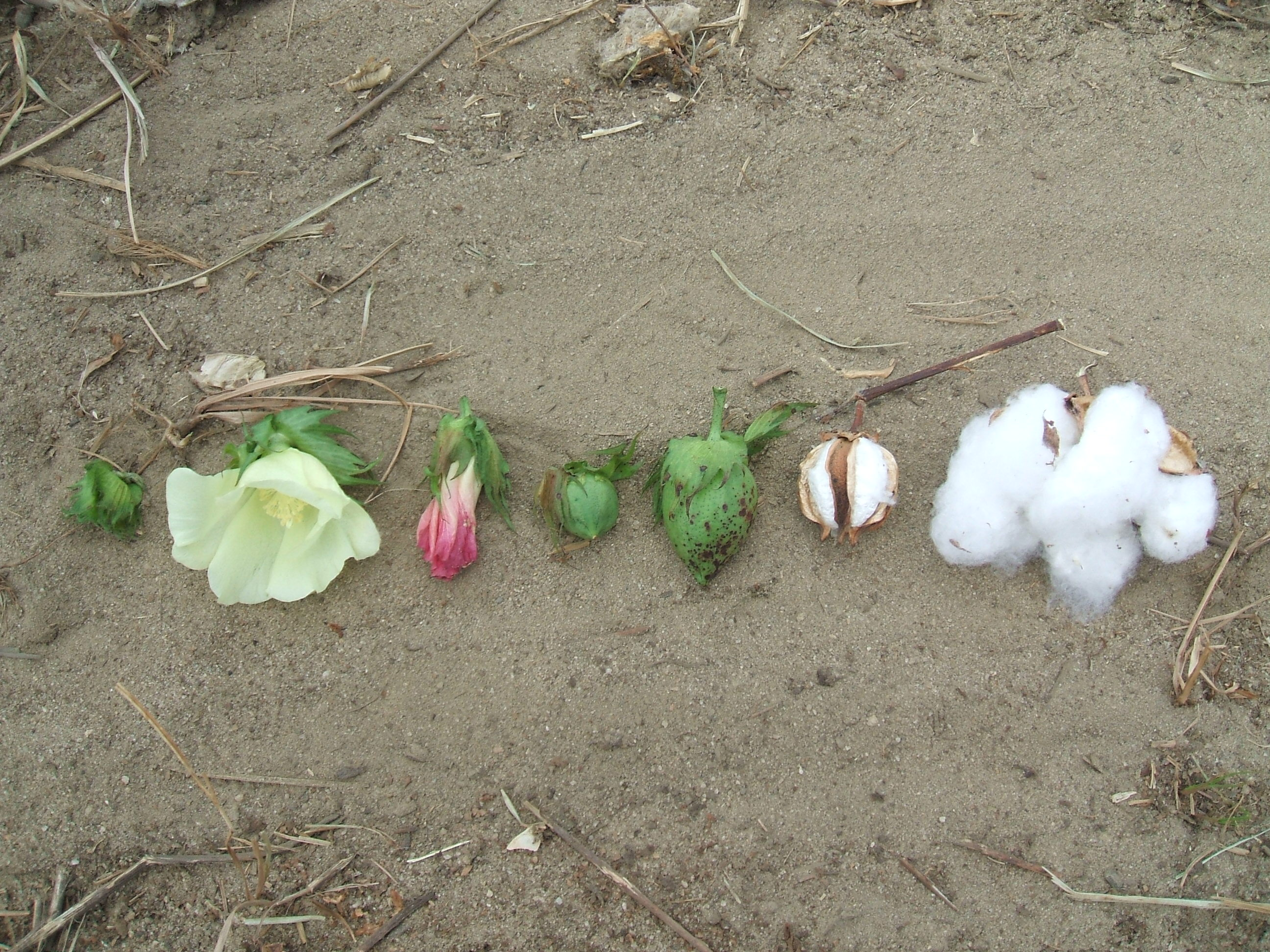
Stadien der Baumwolle (v.l.): Knospe, Blütenöffnung, verblüht, zwei junge Fruchtstadien, Kapselfrucht fast reif, Kapselfrucht vollreif und geöffnet
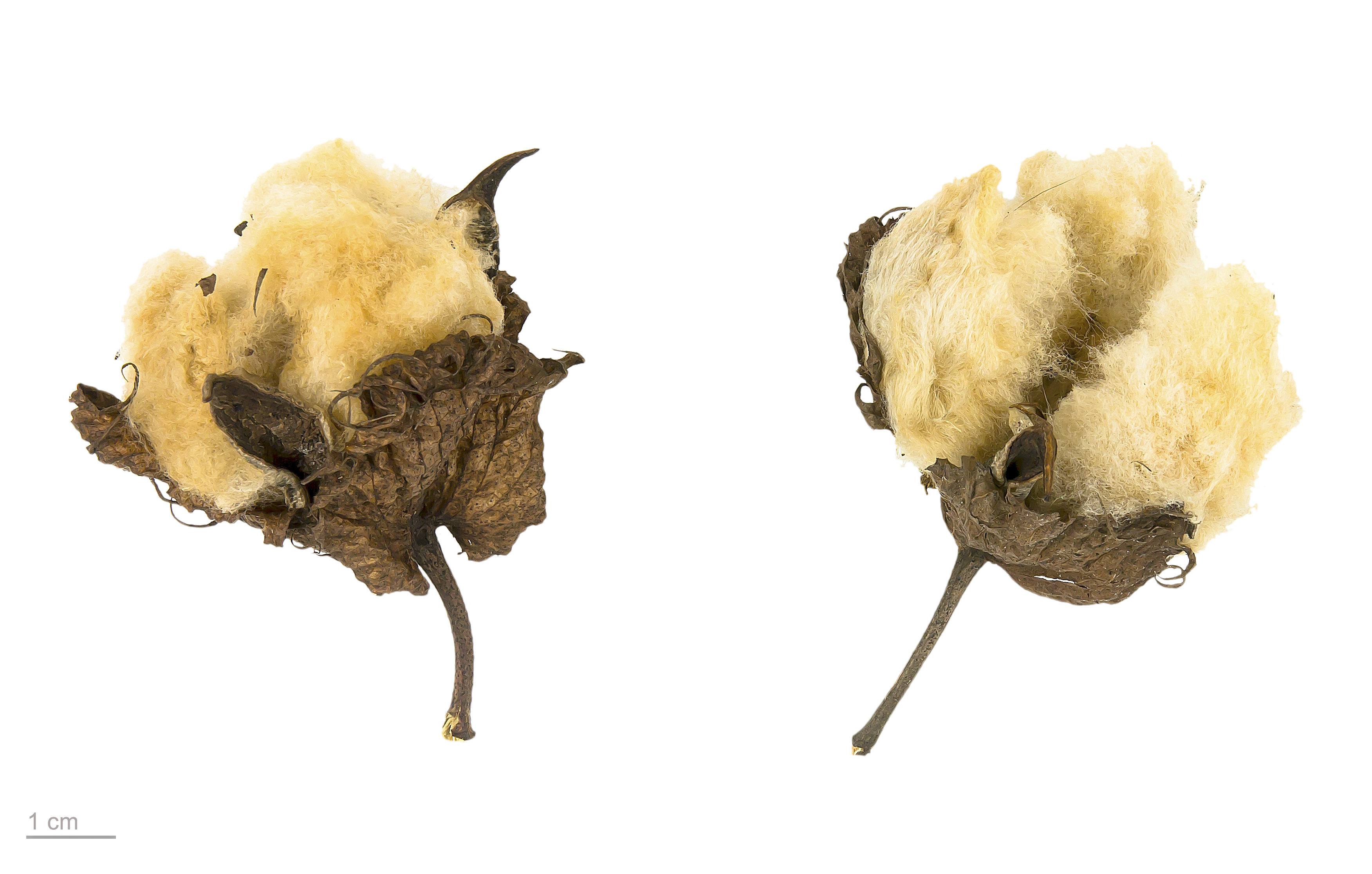
Gossypium Sp. Brun

## Systematik
Der Gattungsname Gossypium wurde 1753 durch Carl von Linné in Species Plantarum, 2, S. 693 erstveröffentlicht. Lectotypusart ist Gossypium arboreum L. Synonyme für Gossypium L. sind: Erioxylum Rose & Standl., Ingenhouzia DC., Notoxylinon Lewton, Selera Ulbr., Sturtia R.Br., Thurberia A.Gray, Ultragossypium Roberty. Die Gattung Gossypium gehört zur Tribus Gossypieae in der Unterfamilie der Malvoideae in der Familie der Malvaceae.
Die Gattung Gossypium wird in vier Untergattungen, sieben Sektionen und Untersektionen gegliedert, hier mit allen 51 Arten:
- Untergattung Gossypium: Sie enthält zwei Sektionen:
  - Sektion Gossypium: Sie enthält vier Untersektionen:
    - Untersektion Anomala Tod.: Sie enthält etwa drei Arten:
      - Gossypium anomalum Wawra (Syn.: Gossypium senarense Fenzl ex Wawra & Peyr.): Sie kommt in Äthiopien, Somalia, Eritrea, Sudan, im Tschad, in Angola, Niger und Namibia vor.[8]
      - Gossypium capitis-viridis Mauer (Syn.: Gossypium barbosanum L.Ll.Phillips & Clement): Sie kommt nur auf den Kapverden vor.[8]
      - Gossypium triphyllum (Harv.) Hochr.: Sie kommt in Angola, Botswana und Namibia vor.[8]

    - Untersektion Gossypium: Mit zwei Arten:
      - Gossypium arboreum L. (Syn.: Gossypium cernuum Tod., Gossypium indicum Medik., Gossypium intermedium Tod., Gossypium nanking Meyen, Gossypium neglectum Tod., Gossypium obtusifolium Roxb. ex G.Don, Gossypium sanguineum Hassk., Gossypium soudanense (G.Watt) G.Watt)
      - Gossypium herbaceum L. (Syn.: Gossypium africanum (G.Watt) G.Watt, Gossypium transvaalense G.Watt)

    - Untersektion Longiloba: Sie enthält nur eine Art:
      - Gossypium longicalyx J.B.Hutch. & B.J.S.Lee: Sie kommt im Sudan, in Tansania und in Uganda vor.[8]

    - Untersektion Pseudopambak: Sie enthält etwa sieben Arten:
      - Gossypium areysianum Deflers: Sie kommt im Jemen vor.[8]
      - Gossypium benadirense Mattei: Sie kommt in Äthiopien, Somalia und Kenia vor.[8]
      - Gossypium bricchettii (Ulbr.) Vollesen: Sie kommt in Somalia vor.[8]
      - Gossypium incanum (O.Schwartz) Hillc.: Sie kommt im Jemen vor.[8]
      - Gossypium somalense (Gürke) J.B.Hutch.: Sie kommt in Niger, Kenia, Uganda, Somalia, Tschad, in Äthiopien und im Sudan vor.[8]
      - Gossypium stocksii Mast.: Sie kommt in Pakistan, Oman und Somalia vor.[8]
      - Gossypium vollesenii Fryxell: Sie kommt nur in Somalia vor.[8]

  - Sektion Serrata Fryxell: Sie enthält nur eine Art:
    - Gossypium trifurcatum Vollesen: Sie kommt nur in Somalia vor.[8]
- Untergattung Houzingenia: Sie enthält zwei Sektionen:
  - Sektion Erioxylum: Sie enthält drei Untersektionen:
    - Untersektion Austroamericana: Sie enthält etwa nur eine Art:
      - Gossypium raimondii Ulbr.: Sie kommt in Peru vor.[8]

    - Untersektion Erioxylum: Die etwa vier Arten kommen nur in Mexiko vor:
      - Gossypium aridum (Rose & Standl.) Skovst.: Sie kommt in Mexiko vor.[8]
      - Gossypium laxum L.Ll.Phillips: Sie kommt nur im mexikanischen Bundesstaat Guerrero vor.[8]
      - Gossypium lobatum Gentry: Sie kommt nur im mexikanischen Bundesstaat Michoacán vor.[8]
      - Gossypium schwendimanii Fryxell & S.D.Koch: Sie kommt nur im mexikanischen Bundesstaat Michoacán vor.[8]

    - Untersektion Selera: Sie enthält nur eine Art:
      - Gossypium gossypioides (Ulbr.) Standl.: Sie kommt im mexikanischen Bundesstaat Oaxaca vor.[8]

  - Sektion Houzingenia: Mit drei Untersektionen:
    - Untersektion Caducibracteolata: Die etwa drei Arten kommen nur in Mexiko vor:
      - Gossypium armourianum Kearney: Sie kommt in Mexiko vor.[8]
      - Gossypium harknessii Brandegee: Sie kommt nur im mexikanischen Bundesstaat Baja California Sur vor.[8]
      - Gossypium turneri Fryxell: Sie kommt im mexikanischen Bundesstaat Sonora vor.[8]

    - Untersektion Houzingenia: Sie enthält etwa zwei Arten:
      - Gossypium thurberi Tod.: Sie kommt in Arizona und in Mexiko vor.[8]
      - Gossypium trilobum (DC.) Skovst.: Sie kommt in Mexiko vor.[8]

    - Untersektion Integrifolia: Sie enthält etwa zwei Arten:
      - Gossypium davidsonii Kellogg: Sie kommt in Mexiko vor.[8]
      - Gossypium klotzschianum Andersson: Dieser Endemit kommt nur auf den Galapagosinseln vor.[8]
- Untergattung Karpas (von Sanskrit करपास IAST karpāsa „Baumwolle“): Sie enthält etwa sechs Arten:
  - Gossypium barbadense L. (Syn.: Gossypium acuminatum Roxb. ex G.Don, Gossypium brasiliense Macfad., Gossypium evertum O.F.Cook & J.Hubb., Gossypium peruvianum Cav., Gossypium vitifolium Lam.)
  - Gossypium ekmanianum Wittm.: Dieser Endemit kommt nur in der Dominikanischen Republik vor.[8]
  - Gossypium hirsutum L. (Syn.: Gossypium jamaicense Macfad., Gossypium lanceolatum Tod., Gossypium mexicanum Tod., Gossypium morrillii O.F.Cook & J.Hubb., Gossypium palmeri G.Watt, Gossypium punctatum Schumach., Gossypium purpurascens Poir., Gossypium religiosum L., Gossypium schottii G.Watt, Gossypium taitense Parl., Gossypium tridens O.F.Cook & J.Hubb.)
  - Gossypium mustelinum Miers ex G.Watt: Sie kommt in Brasilien vor.[8]
  - Gossypium tomentosum Nutt. ex Seem.: Sie kommt in Hawaii vor.[8]
- Untergattung Sturtia Sturtia (R.Br.) Tod.: Es gibt drei Sektionen:
  - Sektion Grandicalyx (Fryxell) Fryxell: Die etwa zwölf Arten kommen nur in Australien vor:
    - Gossypium anapoides J.M.Stewart, Craven, Brubaker & Wendel: Sie kommt in Western Australia vor.[8]
    - Gossypium costulatum Tod.: Sie kommt in Western Australia vor.[8]
    - Gossypium cunninghamii Tod.: Sie kommt im australischen Northern Territory vor.[8]
    - Gossypium enthyle Fryxell, Craven & J.M.Stewart: Sie kommt in Western Australia vor.[8]
    - Gossypium exiguum Fryxell, Craven & J.M.Stewart: Sie kommt nur in Western Australia vor.[8]
    - Gossypium londonderriense Fryxell, Craven & J.M.Stewart: Sie kommt nur in Western Australia vor.[8]
    - Gossypium marchantii Fryxell, Craven & J.M.Stewart: Sie kommt nur in Western Australia vor.[8]
    - Gossypium nobile Fryxell, Craven & J.M.Stewart: Sie kommt nur in Western Australia vor.[8]
    - Gossypium pilosum Fryxell: Sie kommt nur in Western Australia vor.[8]
    - Gossypium populifolium (Benth.) F Muell. ex Tod.: Sie kommt nur in Western Australia vor.[8]
    - Gossypium pulchellum (C.A.Gardner) Fryxell: Sie kommt nur in Western Australia vor.[8]
    - Gossypium rotundifolium Fryxell, Craven & J.M.Stewart: Sie kommt nur in Western Australia vor.[8]

  - Sektion Hibiscoidea Tod.: Sie enthält etwa drei Arten:
    - Gossypium australe F.Muell.: Sie kommt in Australien vor.[8]

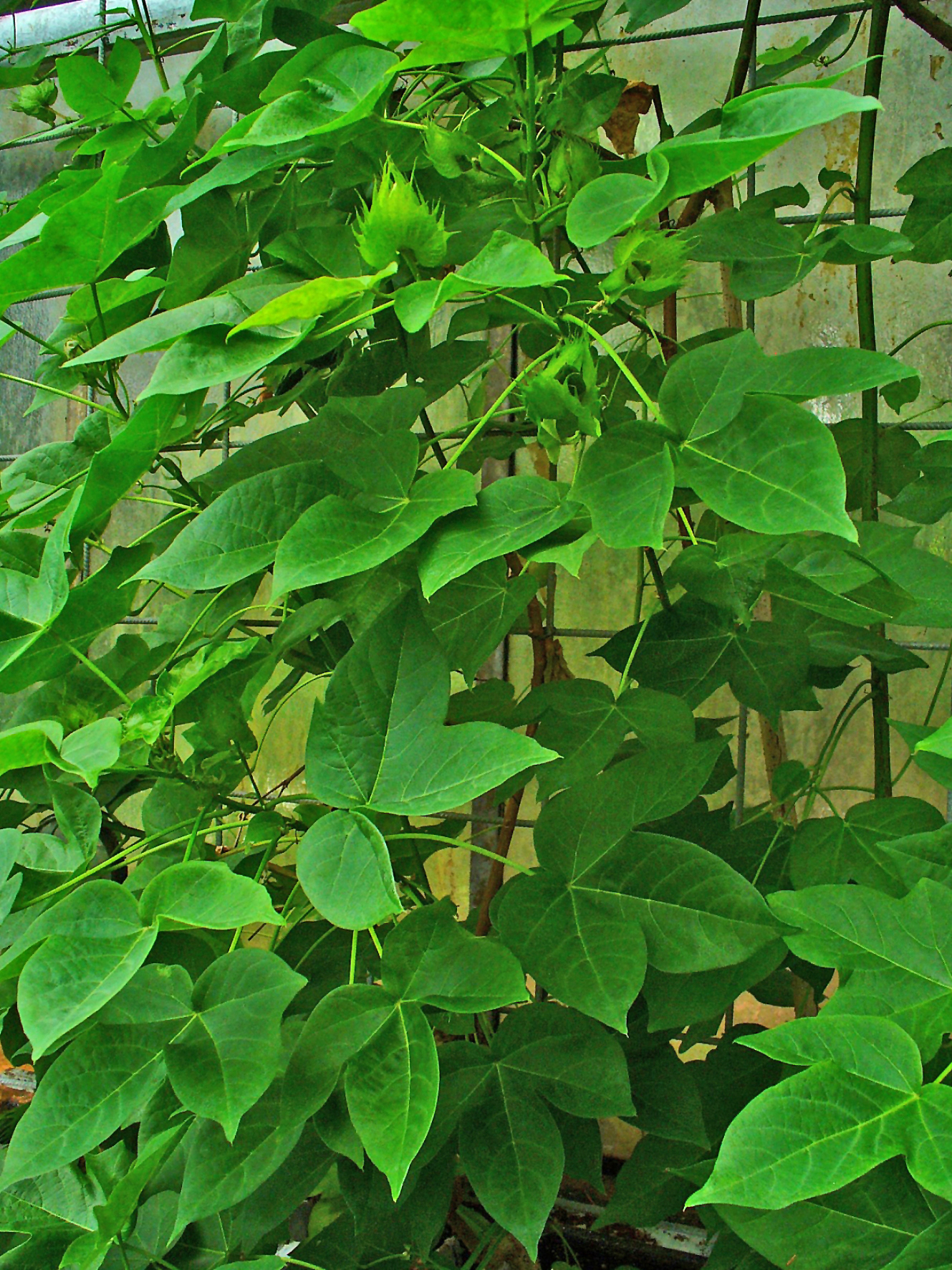
Untergattung Gossypium Sektion Gossypium: Gossypium herbaceum

    - Gossypium bickii Prokh.: Sie kommt in Australien im Bundesstaat Queensland und im Northern Territory vor.[8]
    - Gossypium nelsonii Fryxell: Sie kommt in Australien im Bundesstaat Queensland und im Northern Territory vor.[8]

  - Sektion Sturtia (R.Br.) Tod.: Sie enthält etwa drei Arten:
    - Gossypium nandewarense Derera: Sie kommt nur in Queensland vor.[8]
    - Gossypium robinsonii F.Muell.: Sie kommt nur in Western Australia vor.[8]
    - Gossypium sturtianum J.H.Willis: Sie kommt in Australien vor.[8]

## Kulturbaumwollarten
Es gibt viele verschiedene Wildarten, aber für den industriellen Anbau sind nur die vier Arten Kulturbaumwolle von Bedeutung:
- aus der Alten Welt (jeweils diploid):
  - Gossypium herbaceum L. (Levante-Baumwolle)
  - Gossypium arboreum L. (Tree cotton)
- aus der Neuen Welt (jeweils tetraploid):
  - Gossypium hirsutum L. (Hochland-Baumwolle, größter Anteil an der Baumwollgewinnung)
  - Gossypium barbadense L. (Syn.: Gossypium vitifolium Lam.), die Sea-Island-Baumwolle.

Die beiden Neuwelt-Arten haben sich offenbar in vorgeschichtlicher Zeit nach transozeanischer Verbreitung von Gossypium herbaceum aus einer natürlichen Hybridisierung von Gossypium herbaceum und einer Neuweltart entwickelt.
In der Textilindustrie und -verarbeitung unterscheidet man die Baumwolle primär nach ihrer Stapellänge (Faserlänge): je länger eine Baumwollfaser, desto hochwertiger. Sekundär spielen auch Geruch, Farbe und Reinheit eine Rolle.
Nach der Stapellänge können die o. g. vier Arten in drei Kategorien eingeteilt werden:
- Gossypium barbadense, beste Qualität mit einer Stapellänge von über 32 Millimetern und einem Anteil von etwa 8 % an der Weltproduktion (gebräuchliche Handelsnamen: Ägyptische Giza (Mako)-Baumwolle, peruanische Pima-Baumwolle, Sea-Island-Baumwolle)
- Gossypium hirsutum (Upland-Baumwolle) mit einer Stapellänge von 25 bis 30 Millimetern und einem Anteil von 90 %
- Gossypium arboreum und Gossypium herbaceum, die eine kurze und grobe Faser (< 25 mm) liefern und etwa 2 % der Welterzeugung ausmachen.

## Kulturgeschichte

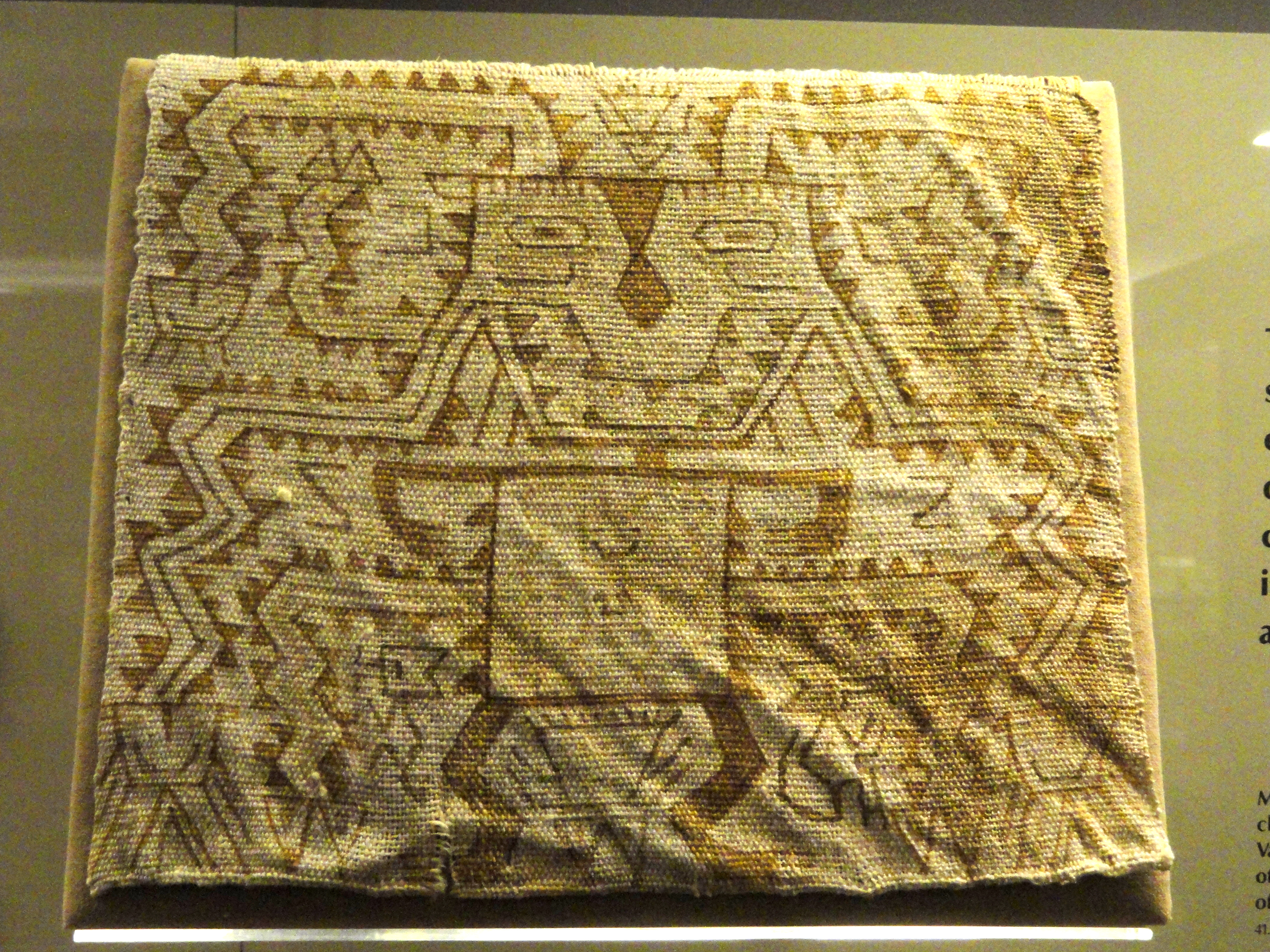
Mumienbündelmaske. Flach gewebte Baumwolle, bemalt im Paracas-Stil. Cerror Uhle, Ica-Tal (Peru). Textil-Exponat des American Museum of Natural History, New York.

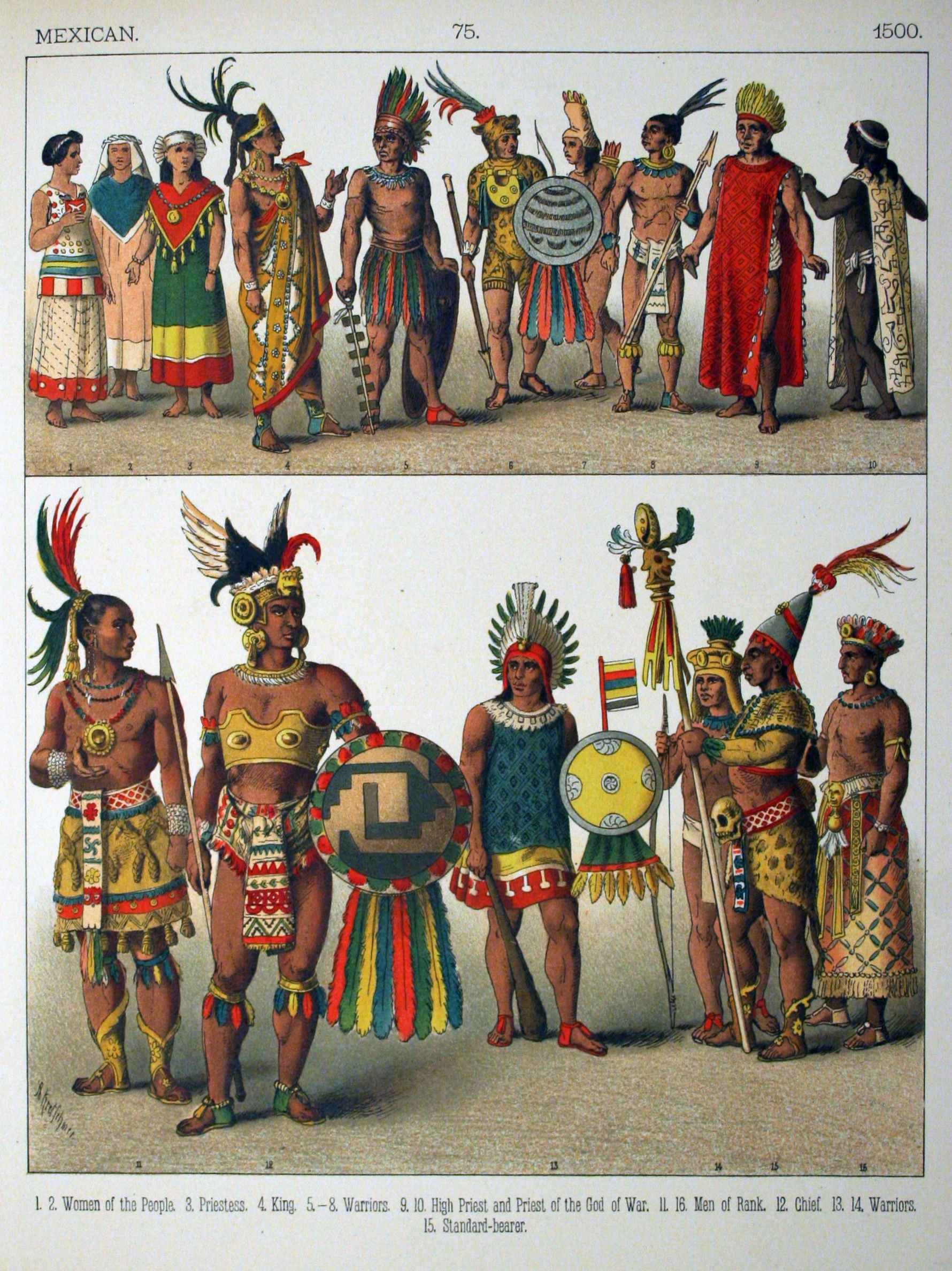
Aztekische Prachtgewänder. Um 1500

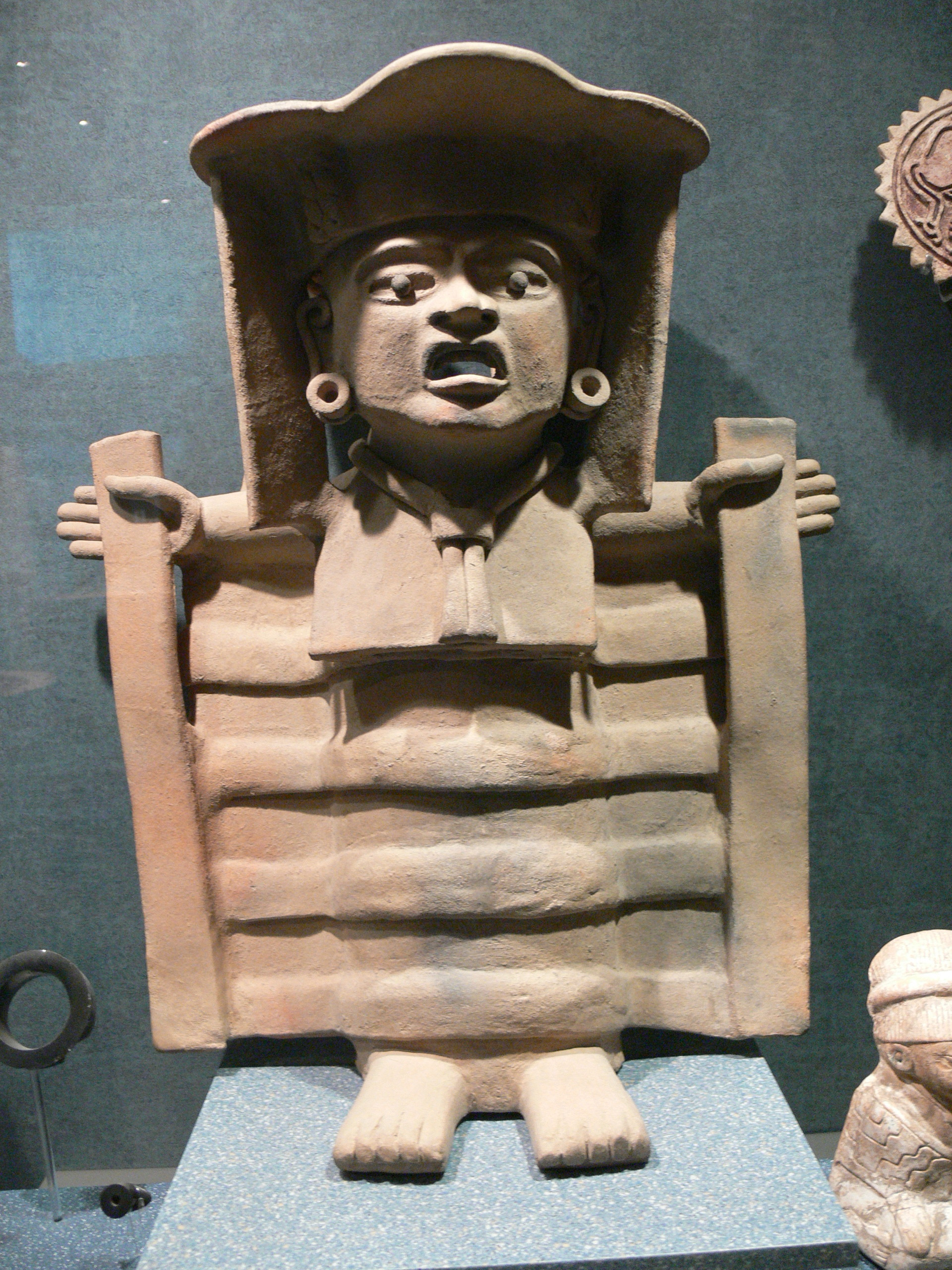
Die Bedeutung von Baumwolle für die mesoamerikanischen Kulturen zeigt sich auch darin, dass es wie hier bei den Olmeken einen Baumwollgott gab

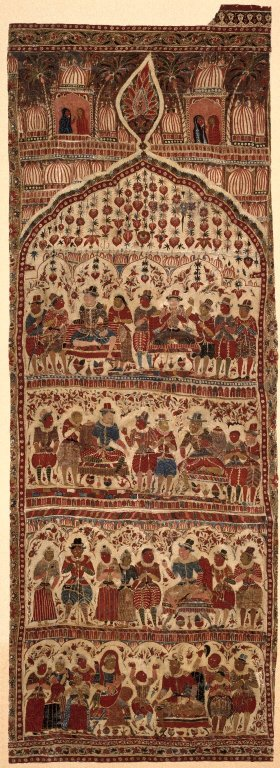
Wandbehang (Kalamkari), 1610/1640. Deckfarbe, gebeizt und gefärbte. Baumwolle. Eines von zahlreichen Beispielen der indischen Kunst auch früherer Epochen, in der Baumwolle eine wichtige Rolle als tragendes Gewebe spielte

### Ursprünge und frühe Entwicklung
Für die Domestizierung von Baumwolle werden inzwischen mehrere Zentren angenommen, wo diese etwa gleichzeitig erfolgt zu sein scheint. Über die wilde Stammform der in den Tropen und Subtropen verbreiteten Gattung der Baumwollpflanze Gossypium herrscht allerdings bis heute Unklarheit. Als Ursprungszentren gelten zum einen das südliche Afrika, wo aber keine frühe Domestizierung nachweisbar ist, oder Indien und Indonesien, zum anderen das nördliche Andengebiet und eventuell der Südwesten Nordamerikas oder Zentralamerika.
Baumwolle wird seit Jahrtausenden in ganz verschiedenen Kulturzonen zur Herstellung leichter Kleidung verwendet, ist jedoch wegen des vor allem in den Samen und deren Öl enthaltenen giftigen Phenols Gossypol für den Verzehr nicht geeignet außer bei Wiederkäuern und war daher im Gegensatz zu manch anderen Faserpflanzen als Nahrungsmittel kulturhistorisch ohne Bedeutung.
- Die ältesten Belege für Baumwolle stammen aus Indien. In Mehrgarh, der ältesten neolithischen Siedlung des Indus-Tales, fanden sich Beweise für Baumwollsaaten und -fasern, die auf ca. 6000 v. Chr. datiert werden können. Dabei handelt es sich um die Art G. arboreum. Sie wird hier erstmals nachweislich während der Indus-Kultur verarbeitet, denn in Mohenjo-Daro sind Reste von Baumwolltextilien gefunden worden, die auf das 3. vorchristliche Jahrtausend datiert werden konnten.[14] Baumwolle wird auch später im Rigveda um 1500 v. Chr. erwähnt. Der griechische Historiker Herodot notierte über indische Baumwolle: „Es gibt wildwachsende Bäume, aus deren Frucht man eine Wolle gewinnen kann, die die Schönheit und Qualität der Schafwolle weit übertrifft. Die Inder machen aus dieser Baumwolle ihre Kleider“.
- Afrika: Gossypium herbaceum wuchs in Afrika traditionell in offenen Wäldern und Grassavannen. Eindeutige Nachweise domestizierter Formen und Produkte daraus wurden bisher archäologisch jedoch nicht belegt. Die Ausbreitung der am engsten verwandten Wildformen legt jedoch eine nördliche Ausbreitung nach Nordafrika und in den Nahen Osten nahe. Man nimmt daher an, dass die erste Domestizierung von Gossypium herbaceum in Arabien und Syrien erfolgte.
- Im zweiten vorchristlichen Jahrtausend erreichte Baumwolle von Indien her das Babylonische Reich in Mesopotamien, Ägypten und später Europa.

Im Alten Ägypten ist Baumwolle seit dem Neuen Reich durch Grabfunde belegt, desgleichen später im hellenistischen Osten.
- Die altamerikanischen Völker kannten Baumwolle, lange bevor im Mittelalter ihr Anbau und ihre Verarbeitung durch die Araber über Spanien und Italien in Europa eingeführt wurde. Vertreten sind hier die Neuweltarten G. hirsutum in Mesoamerika und G. barbadense in Südamerika.
  - In Südamerika finden sich erste Baumwolltextilien aus domestizierter Baumwolle, hier Gossypium barbadense, ebenfalls ab dem 3. vorchristlichen Jahrtausend im sog. Baumwoll-Präkeramikum der Anden, als man zwar noch keine Töpferwaren kannte, aber bereits Baumwolle anbaute. Archäologisch wurden Beispiele dieses Typs an verschiedenen Orten Perus und Ecuadors gefunden, insbesondere in Ancón, aber z. B. auch in Huaca Prieta, und zwar 1000 bis 1500 Jahre vor der Einführung von Keramik und der Domestizierung von Mais. Baumwolle wurde damals vor allem für Fischerei- und Jagdnetze, Kleidung und Speicherbeutel verwendet.

Baumwolltextilien sind seit dieser Zeit in Nordchile, Peru und Ecuador belegt, etwa bei den Nazca, wo sie sich in trockenen Hochlandgegenden archäologisch nachweisbar erhalten haben. Gegen Ende dieser Periode verwendete man wegen ihrer besseren Färbbarkeit dann auch Wolle von Neuweltkamelen.
Allerdings ist der erste eindeutige Nachweis der Domestizierung von Baumwolle, hier G. barbadense, noch wesentlich älter. Er stammt aus Ancón, einem Fundort an der zentralen Küste Perus, wo Archäologen Reste von Baumwollkapseln fanden, die auf 4200 v. Chr. datiert werden konnten. Um 1000 v. Chr. waren die Baumwollkapseln aus Peru dann nicht mehr von den heute kultivierten Formen von G. barbadense zu unterscheiden. Es scheint also durchaus möglich, dass Baumwolle in der Neuen Welt ebenso früh verwendet wurde wie im alten Indien.
- Auch für die präkolumbianischen Kulturen Nordamerikas ist die Verwendung von Baumwolle bezeugt, etwa für die Hohokam-Kultur (300–100 v. Chr.) in Arizona. Insgesamt begann der Baumwollanbau im Südwesten Nordamerikas bereits vor 3000 Jahren. Die Navajos hatten Baumwollkleider, ebenso wie die Anasazi der Pueblo-Zeit (Phase I, 700–900 n. Chr.).[17]
- Mittelamerika: Der älteste Nachweis von Gossypium hirsutum stammt aus dem Tal von Tehuacán und wurde auf 3400 und 2300 v. Chr. datiert. In verschiedenen Höhlen des Gebietes fanden Archäologen Reste der voll domestizierten Form dieser Baumwolle. Neuere Ausgrabungen in der Guila-Naquitz-Höhle in Oaxaca erlaubten einen Vergleich mit rezenten Exemplaren von wildem und domestiziertem G. hirsutum punctatum. Dabei ergab sich, dass sie von derselben Art abstammen könnten, die ursprünglich auf der Yucatan-Halbinsel domestiziert worden war.

In verschiedenen Gebieten und Kulturen Mesoamerikas war Baumwolle ein sehr begehrtes Gut, das teuer gehandelt wurde. Kaufleute der Maya und Azteken tauschten Baumwolle gegen andere Luxusgüter, und Adelige schmückten sich mit kostbaren farbigen Mänteln aus diesem Material. Aztekenkönige beschenkten oft vornehme Besucher mit Baumwollprodukten und bezahlten Heerführer damit.
- Im klassischen Altertum schätzten Griechen und Römer die Baumwolle vor allem wegen ihrer Feinheit und Weiße. Sie war in Rom, nachdem Alexander der Große Indien erreicht und die Baumwolle von dort mitgebracht hatte, ein begehrtes und luxuriöses Importgut aus dem Orient, vor allem aus Indien.[18]

### Verbreitung der Baumwolle in Mittelalter und Neuzeit
Ab dem 6. nachchristlichen Jahrhundert wurde Baumwolle im Vorderen Orient, Arabien und Ägypten zum üblichen Material für Arbeitskleidung, und die Mauren bauten Baumwolle in Spanien extensiv an.
In Spanien, Sizilien und Kalabrien gab es seit dem 8. Jahrhundert Baumwollanbau. 
Bereits gegen Ende des 14. Jahrhunderts zog die Republik Venedig das Handelsmonopol levantinischer Baumwolle an sich und behielt es bis ins 17. Jahrhundert. Zugleich nahm an den großen Umschlagplätzen nördlich der Alpen die Baumwollverarbeitung stark zu. Mittelpunkt war Augsburg, das fast alle europäischen Märkte mit seinen Barchenten versorgte.
Eine reine Baumwollindustrie begann im 14./15. Jahrhundert, etwa in Zürich. Im Mittelalter und in der Frühneuzeit wurde Baumwolle (mittellateinisch Bombax genannt) unter anderem für Wieken oder Polsterkissen sowie zur Herstellung von Verbandmitteln und als Arzneimittelträger zum Auftragen von Salben verwendet.
- - In Indien wurden bereits sehr früh verschiedene Kultursorten angebaut. Bereits im 16. Jahrhundert waren die indischen Regionen Bengalen, Punjab, Coromandel und Gujarat Zentren der Baumwollverarbeitung. Eine besondere Bedeutung kam Gujarat zu, dessen Baumwollprodukte über verschiedene Handelsrouten bis in die Zentren des Nahen Ostens gehandelt wurden.
  - In der Neuen Welt stießen die spanischen Konquistadoren und Entdecker überall auf den Anbau und die Verarbeitung von Baumwolle. Christoph Kolumbus, Hernando Cortes, Francisco Pizarro, Fernando de Magellan und andere berichteten von den verschiedenen Zwecken, für die die Faser genutzt wurde, und sie bewunderten die gestreiften Sonnensegel und farbigen Mäntel, die die Eingeborenen herstellten.[26]
  - Um 1600 war Baumwolle allerdings in Europa noch ein Luxusgut, das nicht weniger als Seide geschätzt wurde. Grund des hohen Wertes war der hohe Arbeitseinsatz bei der Verarbeitung. Arbeitsintensiv waren vor allem das Entfernen der Samenkapseln und das mühselige Kardieren der im Vergleich zu Wolle und Seide sehr kurzen Fasern. Um ein Pfund (gemeint ist hier die angloamerikanische Maßeinheit Pound, die ca. 453 g hat) verarbeitungsfähige Baumwollfäden zu gewinnen, war ein Einsatz von 13 Arbeitstagen nötig. Für eine vergleichbare Menge an Seide waren dagegen nur sechs Arbeitstage notwendig, während man für Leinen zwei bis fünf und für Wolle ein bis zwei Tage brauchte. Vor 1750 waren englische Spinner nicht in der Lage, Baumwollfäden zu spinnen, die ausreichend fest genug waren, um reine Baumwollgewebe herzustellen. Reine Baumwollgewebe wurden nur in Indien hergestellt.[1]

Die Ostindien-Kompanie importierte bereits im frühen 17. Jahrhundert Baumwolltuche nach England und verkaufte diese Textilien trotz der erbitterten Gegenwehr der Wollproduzenten, die zeitweise stark genug war, um die Verwendung von Baumwolltuch gesetzlich zu verbieten. In Manchester gelang es schließlich, die Verarbeitung von Baumwolle in England durchzusetzen.

Mit dem stark zunehmenden Ostindienhandel wuchs die Einfuhr gesponnener Rohgarne über die Niederlande, so dass das Monopol Venedigs zunehmend schwächer wurde. Der Aufstieg der Britischen Ostindien-Kompanie zu einer der großen Handelsorganisationen der frühen Neuzeit steht ebenfalls in engem Zusammenhang mit Baumwolle. Der sehr profitreiche Gewürzhandel war zu Beginn des 17. Jahrhunderts fest in Händen portugiesischer und holländischer Kaufleute. Die Britische Ostindien-Kompanie handelte deshalb vor allem mit persischer Seide, die über Karawanenrouten durch Syrien auf türkische Märkte gelangte. Dort wurde auch traditionell indisches Baumwollgewebe gehandelt, und die britische Kompanie handelte zunehmend auch dieses Gewebe. Ihren großen Aufschwung nahm die Baumwollindustrie jedoch erst Ende des 18. und vor allem Anfang des 19. Jahrhunderts (Spinnmaschinen) im Verlauf der Industriellen Revolution, zunächst in England, dann in Frankreich und Deutschland, wo die Baumwollfaser sich nach und nach auch aufgrund ihrer größeren Verfügbarkeit durch den zunehmenden Anbau in den britischen Kolonien und den USA gegen die Wolle ökonomisch als Alternative durchzusetzen begann.
Mit der Ausweitung des Fernhandels in der frühen Neuzeit verdrängte die Baumwolle auch in Nord- und Mitteleuropa zunehmend Leinen (Flachs) und Hanf für die meisten Anwendungsbereiche.
Mit der Erfindung der Spinning Jenny im Jahre 1764, einer frühen Spinnmaschine mit mehreren Spindeln, und der Waterframe von Arkwright 1769 wird die kostengünstige Massenproduktion von Textilien im Vereinigten Königreich möglich. Während Indien vor der industriellen Revolution hauptsächlich Fertigprodukte nach England exportierte, wird Indien danach zum Rohstofflieferanten für die englische Textilindustrie.
Im 20. Jahrhundert bekam die Baumwolle zunehmend Konkurrenz durch chemisch erzeugte Fasern. Insbesondere Polyesterfasern finden immer häufiger Verwendung: 2003/2004 wurden sie erstmals in größerer Menge verarbeitet als Baumwolle und verdrängten diese bei den Textilfasern somit auf den zweiten Rang.

### Vereinigte Staaten

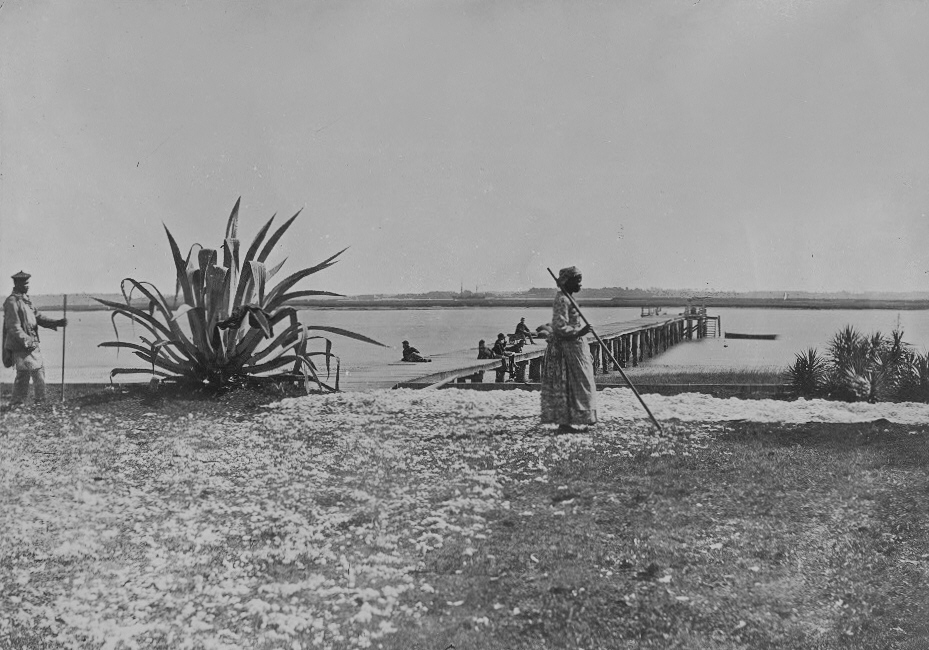
Afroamerikanische Sklaven beim Trocknen von Baumwolle (Edisto Island, South Carolina, ca. 1862/63)

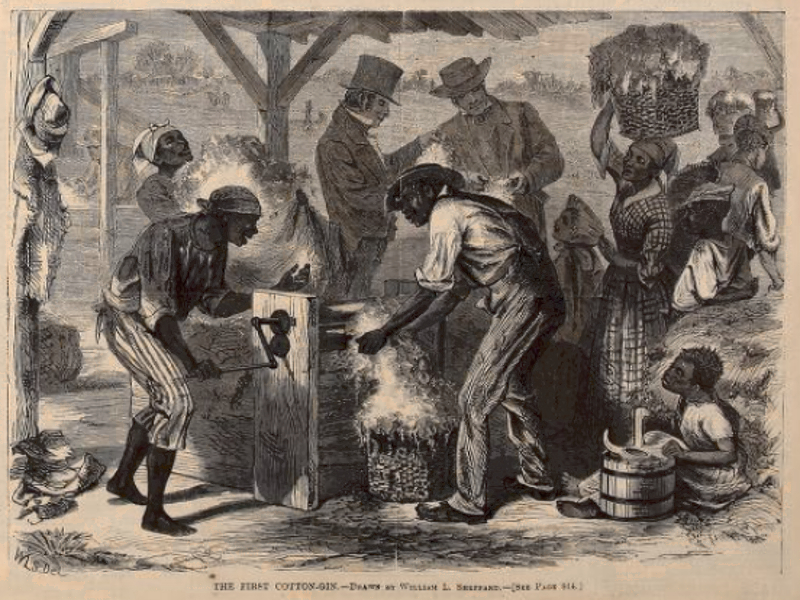
Die erste Cotton-Gin-Maschine. Abbildung aus der Zeitschrift Harpers Weekly (1869), die eine Situation darstellt, die noch ca. 70 Jahre älter ist.

Die ersten englischen Siedler in Nordamerika sahen keine oder kaum Baumwolle im Gebrauch unter den Eingeborenen. Sie begannen jedoch bald, die Faser aus Westindien zu importieren, und von dort stammte schließlich auch die Pflanze selbst, die sie nun in dem sehr ähnlichen Klima der südlichen Kolonien und den vergleichbaren Böden dort anzubauen begannen.
Während der kolonialen Periode wurde Baumwolle aber nie zur hauptsächlich kultivierten Pflanze, war kaum eine wichtige Anbaupflanze zu nennen. Denn Baumwolle konnte profitabel nur gezogen werden, wenn ein Überschuss an extrem billigen Arbeitskräften zur Verfügung stand. Und die Arbeit in Amerika, gleichgültig ob die Arbeiter weiß oder schwarz waren, konnte niemals so billig sein oder werden wie in Indien. Amerikanische Sklaven konnten ohnehin weit profitabler beim Anbau von Reis und Indigo eingesetzt werden. Grund war der enorme Arbeitsaufwand, der bei der Ernte und danach anfiel, wenn die Baumwollfasern von Hand gepflückt und aufwendig für die Weiterverarbeitung präpariert werden mussten.
Dies änderte sich erst, als die Baumwollproduktion in den Südstaaten der USA – dem sogenannten Cotton Belt – von der Erfindung der Egreniermaschine („Cotton Gin“) im Jahr 1793 profitierte. Langstapelige Sorten wie Sea Island Cotton (Gossypium barbadense) waren dort in den Küstenregionen bereits vorher angebaut worden. Im hügeligen Binnenland gediehen dagegen nur kurzstapelige Sorten, die vor der Erfindung der Egreniermaschine von den Sklaven nur für den persönlichen Bedarf angebaut worden waren.
Aufgrund der neuen Technologie konnte nun aber gegen Ende des 18. Jahrhunderts und bis ins 20. Jahrhundert hinein auch kurzstapelige Baumwolle kostengünstig verarbeitet werden und blieb das wichtigste Exportgut des amerikanischen Südens, obwohl dort das Klima eigentlich etwas zu feucht und nicht heiß genug ist und es dadurch immer wieder zu Ernteausfällen durch Verrottung kam. Baumwolle wurde nun auch im Binnenland gepflanzt und verdrängte dort Tabak und Getreide. In der Dekade von 1790 bis 1800 stieg der jährliche Baumwollexport allein aus South Carolina von weniger als 10.000 auf mehr als sechs Millionen Pfund (= Pound) an.
Die Sklaverei erreichte nach der Einführung des Baumwollanbaus eine größere Ausdehnung als jemals zuvor, etwa beim Tabak- oder Reisanbau. Seine größte Ausdehnung fand der Baumwollanbau im Black Belt, einer Region, die sich im 19. Jahrhundert von North Carolina bis Louisiana erstreckte. Im Zeitraum von 1812 bis zur Mitte des 19. Jahrhunderts wuchs die Baumwollproduktion in dieser Region von weniger als 300.000 Ballen auf 4 Millionen Ballen pro Jahr an.
Der Anbau der Baumwolle verlangte von den Sklaven während eines Großteils des Jahres beständige Arbeit und gewissenhafte Pflege. Frauen wurden auf den Plantagen ebenso eingesetzt wie Männer, die Pflanzer legten jedoch Wert auf junge Arbeitskräfte. Nach der Saat, die Ende März oder Anfang April erfolgte, mussten die Pflanzen laufend ausgedünnt und umgepflanzt werden, eine Tätigkeit, die die Sklaven fast den gesamten Sommer über in Anspruch nahm. Wenn diese Phase Ende Juli, Anfang August beendet war, setzten die Pflanzer ihre Sklaven vorübergehend auf Mais- und Erbsenfeldern ein. Im späten August begann das Baumwollpflücken, eine sehr eintönige und ermüdende Tätigkeit, die sich oftmals bis zum Ende des Jahres oder darüber hinaus hinzog. Unerfahrene Baumwollpflücker verletzten sich sehr leicht an den scharfkantigen Samenkapseln. Die letzten Arbeitsschritte waren das Trocknen, Entkernen und Verpacken der Baumwolle, die in Ballen ausgeliefert wurde; häufig folgten auch noch das Kämmen, Spinnen und Aufspulen.
Nachdem in Nordamerika der moderne Anbau von Baumwolle 1621 in Florida begonnen hatte und lange Zeit wirtschaftlich eher unbedeutend geblieben war, wurde er nun aber, nicht zuletzt durch die ökonomische Macht der großen Baumwollpflanzer der Südstaaten der USA, in der ersten Hälfte des 19. Jahrhunderts zu einem auch politisch bestimmenden Faktor, der letztlich mit zum Ausbruch des Sezessionskrieges und dem Untergang der amerikanischen Südstaaten beitrug (Sklaverei und unterschiedliche wirtschaftliche Interessen der industriell orientierten Nordstaaten, die mit Schutzzöllen ihre Industrieproduktion abschirmen wollten, gegenüber den auf Freihandel und Export ihrer Agrarprodukte, vor allem eben Baumwolle, bedachten Südstaaten).
Die beiden berühmtesten Werke, die diese historisch-ökonomische Situation vor dem Hintergrund der durch Sklaven betriebenen Baumwollplantagen des alten Südens literarisch behandeln, sind zwei Romane: Margaret Mitchells Vom Winde verweht (1936) und Harriett Beecher Stowes Onkel Toms Hütte (1859), dazu die US-Fernsehserie Fackeln im Sturm aus den 80er- und 90er-Jahren. Vom Winde verweht wird von der Kritik allgemein recht positiv beurteilt (auch die Verfilmung von 1939 mag dabei eine Rolle spielen), während Onkel Toms Hütte vor allem zu Anfang Kritik erfuhr, obwohl es erheblichen Einfluss auf die Beendung der Sklaverei in den USA hatte. Vor allem Afroamerikaner lehnen das Buch bis heute wegen des darin enthaltenen unterschwelligen Rassismus ab. Kindlers Literaturlexikon schreibt: „Stowes Rezept passiver Jenseitserwartung musste den derart Bevormundeten […] als verantwortungslose Stützung herrschender Machtverhältnisse erscheinen.“

## Anbau
Viele Baumwoll-Arten und -Sorten sind von Natur aus ausdauernde Pflanzen und können bis zu 15 Jahre alt werden. Sie werden aber als einjährige Pflanzen kultiviert. Als Kulturpflanze belässt man sie in der Regel nur für ein Jahr auf dem Feld, um den höchsten Ernteertrag zu erzielen. Nach der Ernte bzw. nach einer Frostperiode werden die Pflanzen dann meist abgeschlegelt und zur Gründüngung in den Boden eingearbeitet. In brennstoffarmen Regionen dienen die abgestorbenen, trockenen Pflanzenteile auch als Brennmaterial.
In der nördlichen Hemisphäre findet die Aussaat abhängig vom Standort zwischen Anfang Februar und Anfang Juni statt. Die Ernte erfolgt zwischen Oktober und Februar. Zwischen Aussaat und Ernte liegen rund acht bis neun Monate. Da die Baumwolle oft ungleichmäßig abreift, wird häufig mehrmals geerntet. Große Kulturflächen werden zumeist von Baumwollerntern maschinell abgeerntet, bei kleinen Anbaufeldern und in weniger entwickelten Staaten erfolgt die Ernte oft noch mit der Hand. Manche Pflückmaschinen können nur laubfreie Pflanzen abernten, so muss entweder der erste Frost abgewartet, oder chemische Entlaubungsmittel müssen eingesetzt werden. Dies gilt insbesondere für die niedrig wachsenden windresistenten Sorten (storm proof cotton), die überwiegend in Texas angebaut werden. Handgeerntete Baumwolle ist bezüglich Reife und Schmutzgehalt fast immer von höherer Qualität als maschinell geerntete. Dies liegt daran, dass Vollernter auch unreife und überreife Kapseln erfassen, während per Hand nur die reifen Faserbüschel ausgezupft werden.
Problematisch für die Ernte ist die langgezogene Blütezeit, weil dadurch auch die Kapseln über einen Zeitraum von mehreren Wochen versetzt reifen. Überreife Baumwolle ist genauso wie unreife qualitativ minderwertig. Maschinelle Einmalernten sind daher immer ein Kompromiss aus überreif, reif und unreif. Die Handpflücke ist genauer, benötigt aber viele Arbeitskräfte, da mehrere Durchgänge notwendig sind.

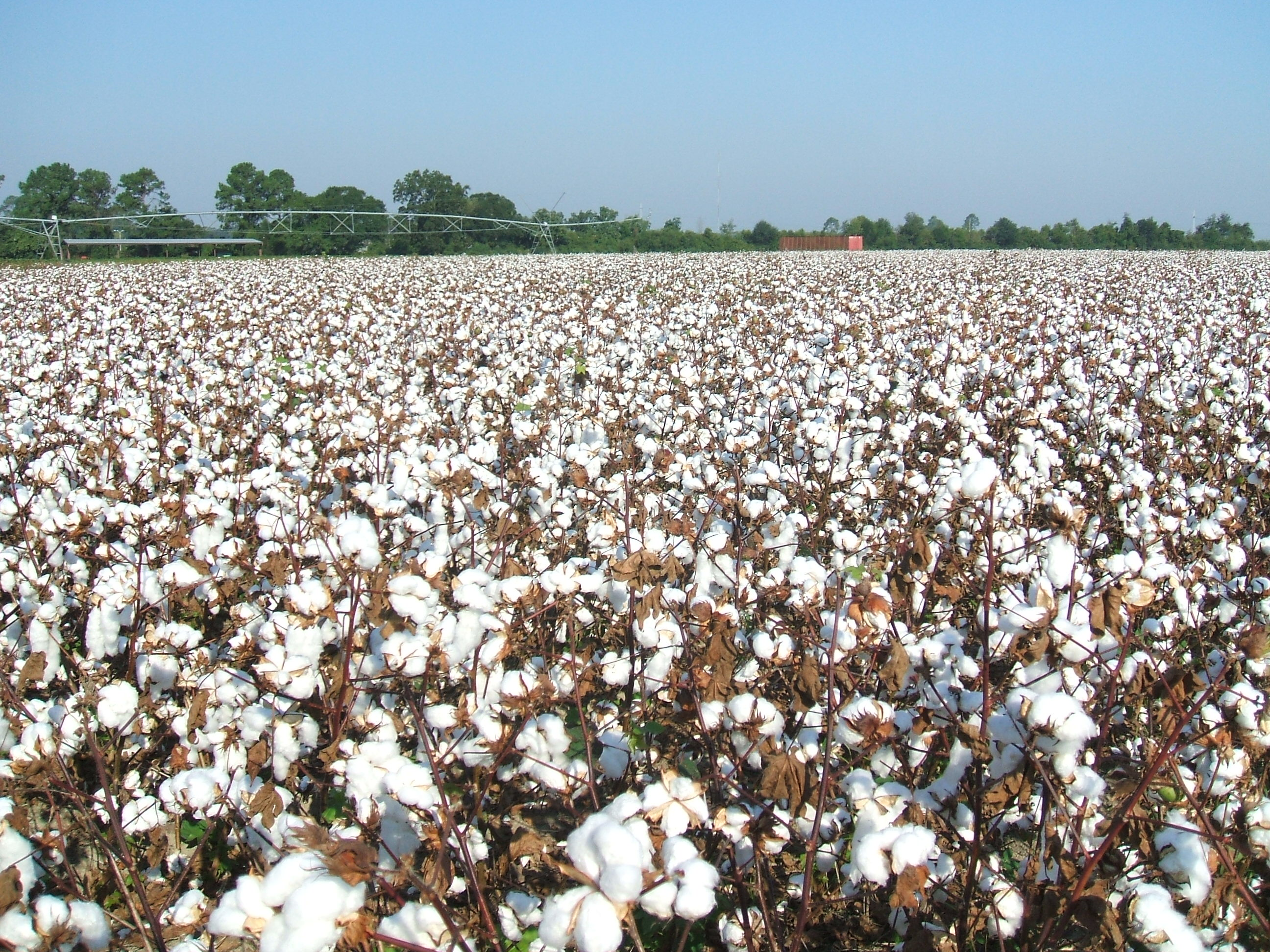
Erntereife Baumwolle (September, Nordflorida)
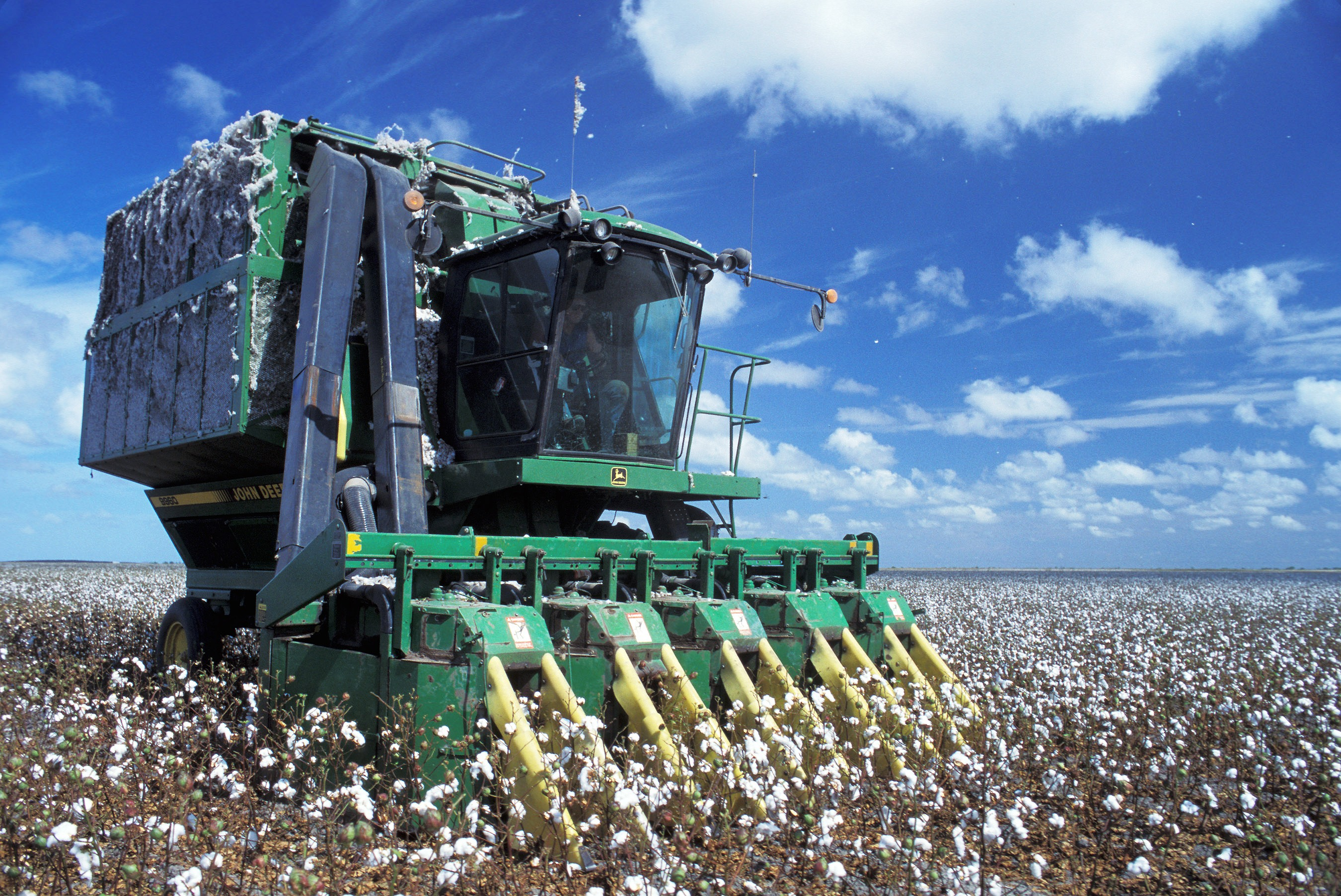
Erntemaschine (Baumwollernter) im Einsatz
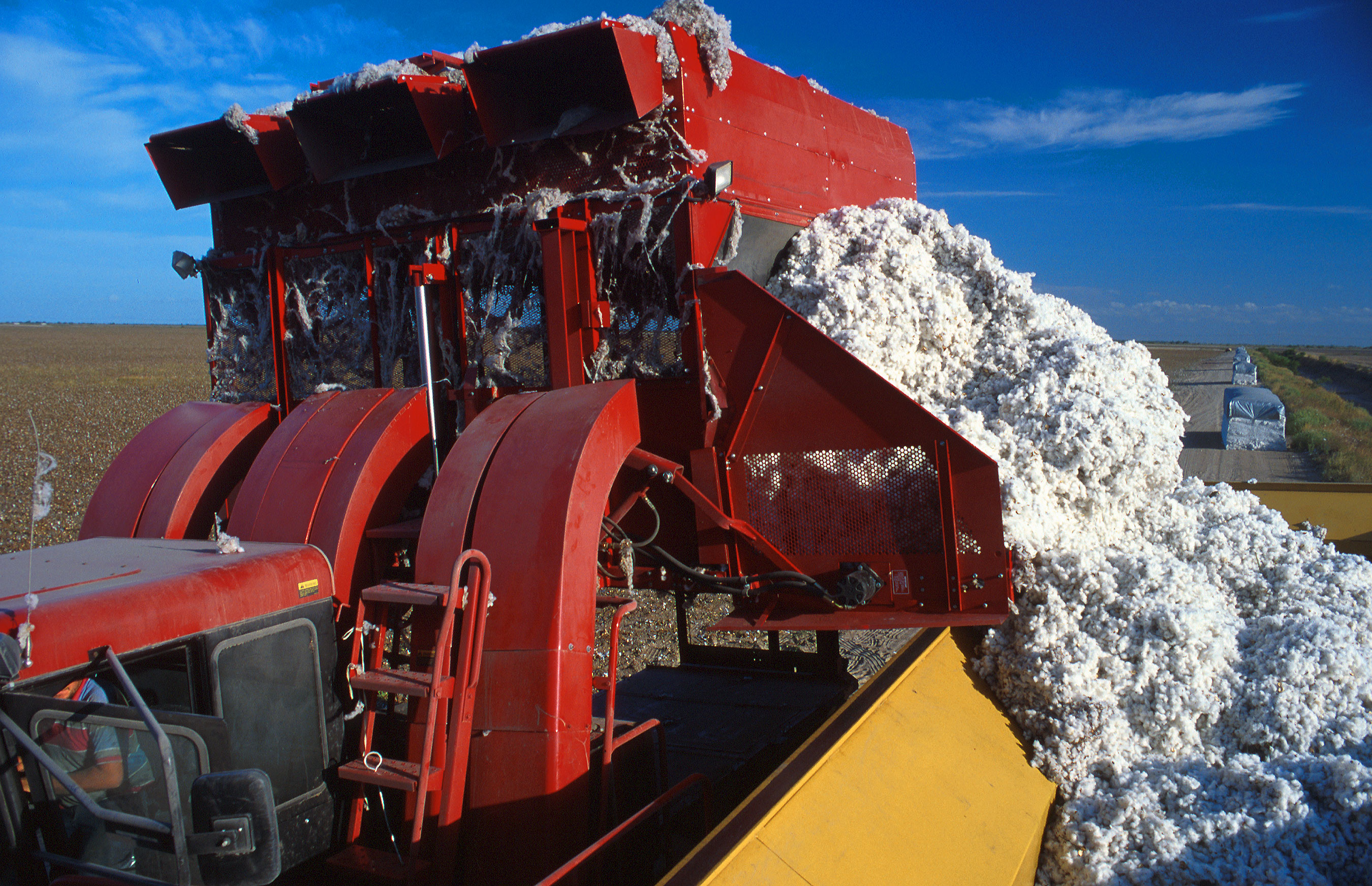
Maschinelle Ernte mit Baumwollernter und Module Builder in Texas
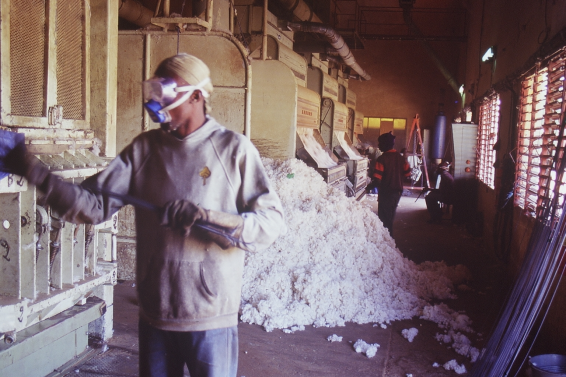
Baumwollproduktion in Mali
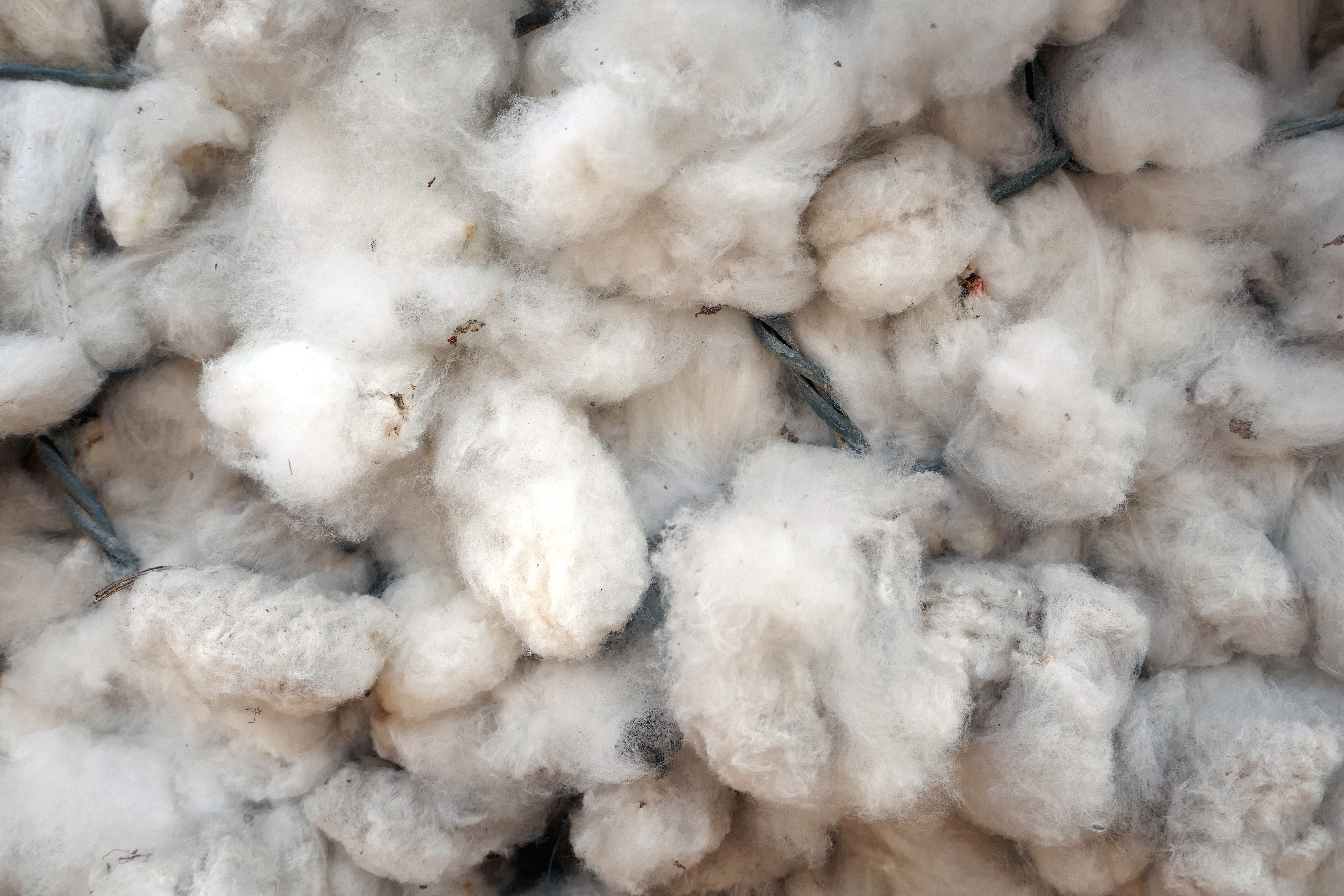
Handgeerntete Rohbaumwolle in Benin
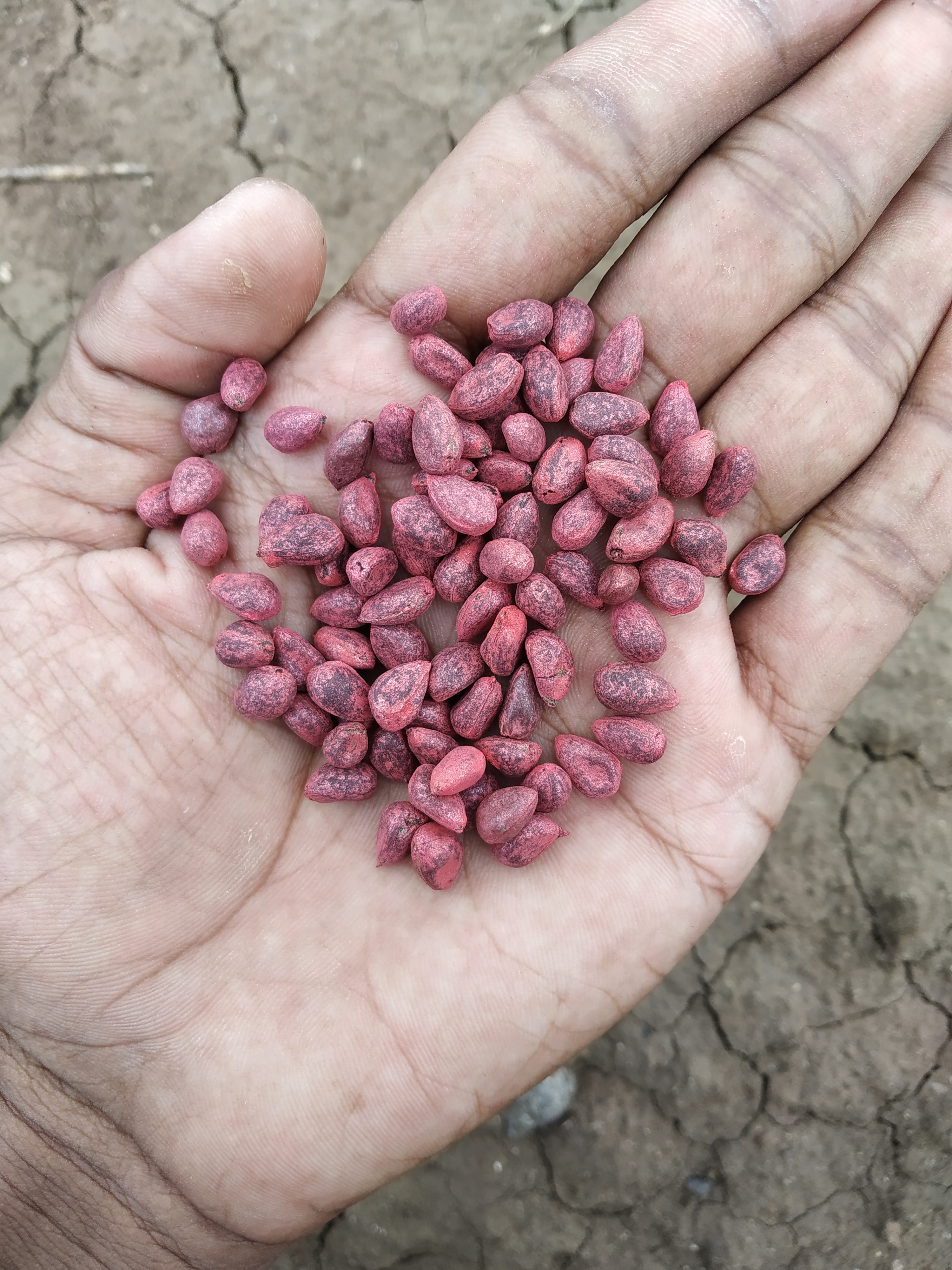
Baumwoll-Samen

Baumwolle gedeiht gut auf schweren Böden. Sehr geeignet sind Vertisole. Sie ist bezüglich des Nährstoffgehaltes nicht sehr anspruchsvoll. Wichtig ist aber eine ausreichende Wasserversorgung (600 bis 1200 Millimeter während der Wachstumsperiode). In niederschlagsarmen Gebieten sind die Baumwollkulturen daher von künstlicher Bewässerung abhängig.
Heute wird Baumwolle – als nachwachsender Rohstoff – auf allen fünf Kontinenten angebaut. Hierzu werden Baumwollpflanzen verwendet, die durch Züchtung mehr Fasern produzieren als die Wildpflanze. Transgene Baumwolle erleichtert die Schädlings- und Unkrautbekämpfung und wurde 2010 auf etwa zwei Dritteln der weltweiten Baumwollanbaufläche angepflanzt. Baumwollkapselbohrer und Baumwollkapselkäfer gehören zu den wichtigsten Baumwollschädlingen in Amerika.

### Anbaubedingungen

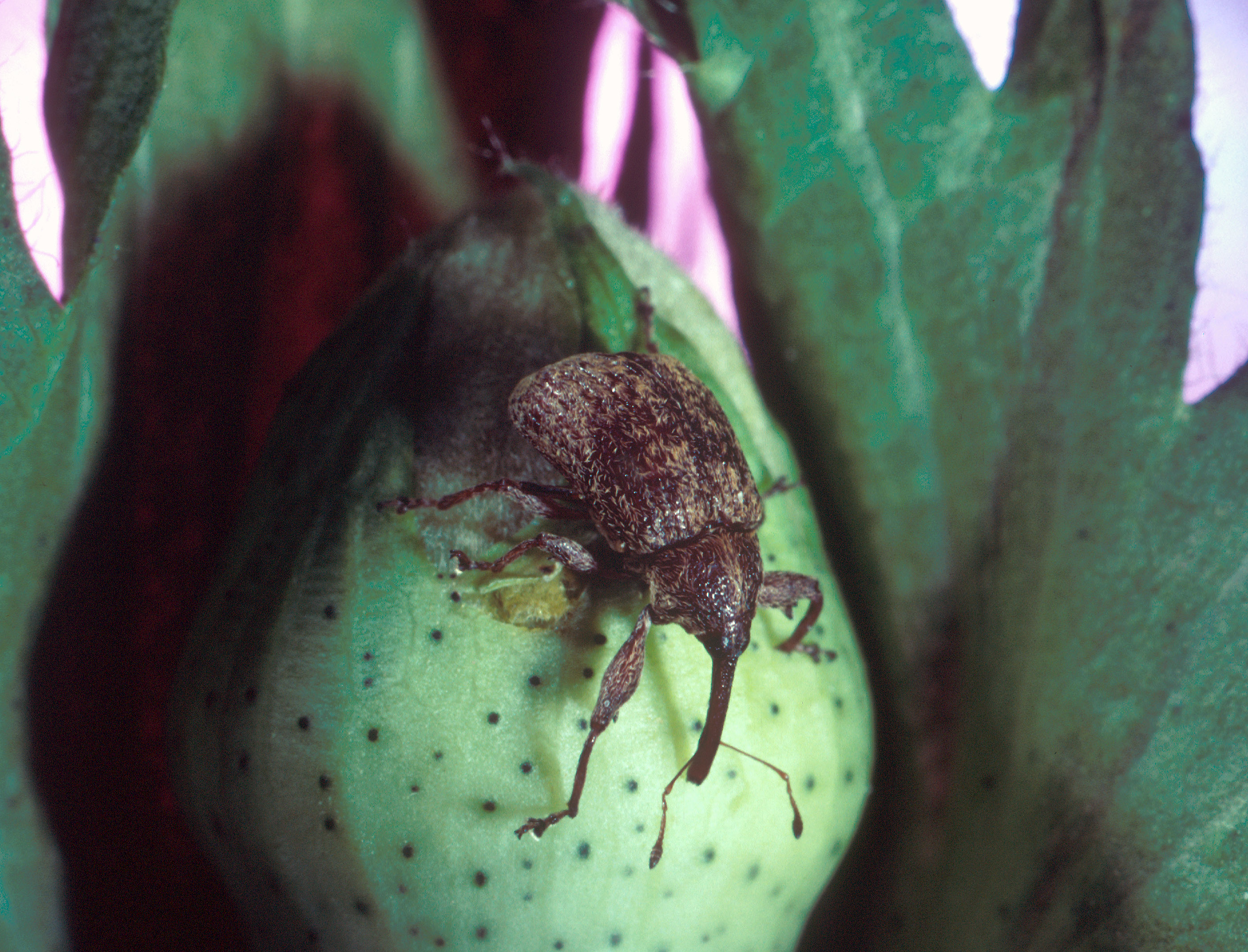
Der Baumwollkapselkäfer (Anthonomus grandis) ist ein gefürchteter Baumwollschädling

Die lange Wachstumszeit der Baumwolle erfordert nach der Ernte eine rasche Feldbestellung und Neuaussaat. Daher ist der Anbau von Zwischenfrüchten zur Verbesserung der Bodenqualität und zur Unterdrückung von Unkräutern kaum möglich. Die Konsequenzen sind der Verlust der Bodenfruchtbarkeit und Biodiversität. Besonders auf großen Flächen wird Baumwolle oft ohne Fruchtwechsel mit anderen Nutzpflanzen angebaut. Infolge dieser Monokulturen ist die großflächige Baumwollproduktion stark von Pflanzenschutzmitteln abhängig. Baumwolle gilt als das landwirtschaftliche Produkt mit dem höchsten Einsatz an Chemikalien. Auf Baumwolle entfielen 1999/2000 etwa 11 % des weltweiten Pestizidmarktes. Daher gilt sie unter Umweltschutzaspekten als sehr bedenklich.
Der Wasserverbrauch ist problematisch. Er richtet sich nach dem Klima, der Bodenbeschaffenheit und ob die Anpflanzung im Regenfeldbau oder mit künstlicher Bewässerung erfolgt. Für die Menge Baumwolle zur Produktion eines T-Shirts können bis zu 2000 Liter Wasser benötigt werden. Aufgrund dieses hohen Wasserbedarfs erfolgen 75 % des weltweiten Baumwollanbaus auf künstlich bewässerten Feldern. Besonders bekannt wurde in diesem Zusammenhang der Aralsee, der einst viertgrößte See der Erde. Die Entnahme großer Wassermengen aus seinen Zuflüssen für den Baumwollanbau hat seit den 1960er Jahren während der sowjetischen Kolchosenwirtschaft zu einer weitreichenden Versalzung und letztendlich zum fast vollständigen Verschwinden des Sees geführt.
Einige Baumwollbauern setzen auf ökologischen Anbau, so dass es heute auch Bio-Baumwollprodukte auf dem Markt gibt. Anfang 2010 wurde die Textilbranche von groß angelegtem Betrug mit angeblicher Biobaumwolle erschüttert, ein großer Teil der aus Indien stammenden Biobaumwolle wurde gentechnisch verändert. Der Betrug wurde bereits im April 2009 von indischen Behörden aufgedeckt. Zusammen mit westlichen Zertifizierungsunternehmen haben zahlreiche Dörfer gentechnisch veränderte Baumwolle als Bioprodukt deklariert und in großen Mengen in Umlauf gebracht – ein klarer Verstoß gegen die strengen Standards für Ökotextilien. Von dem Betrug betroffen sind namhafte Handelsketten wie H&M, C&A und Tchibo. Nach einem jahrelangen Anstieg der Produktion erfolgte 2011 ein Einbruch um über ein Drittel. 2008 betrug der Marktanteil 0,5 %.
Der kleinflächige Anbau von Baumwolle ist in vielen Entwicklungsländern ein wesentlicher Bestandteil der jeweiligen Volkswirtschaften und stellt den größten Exportwert und für viele Bauern die primäre Cash Crop dar.

### Anbaugebiete

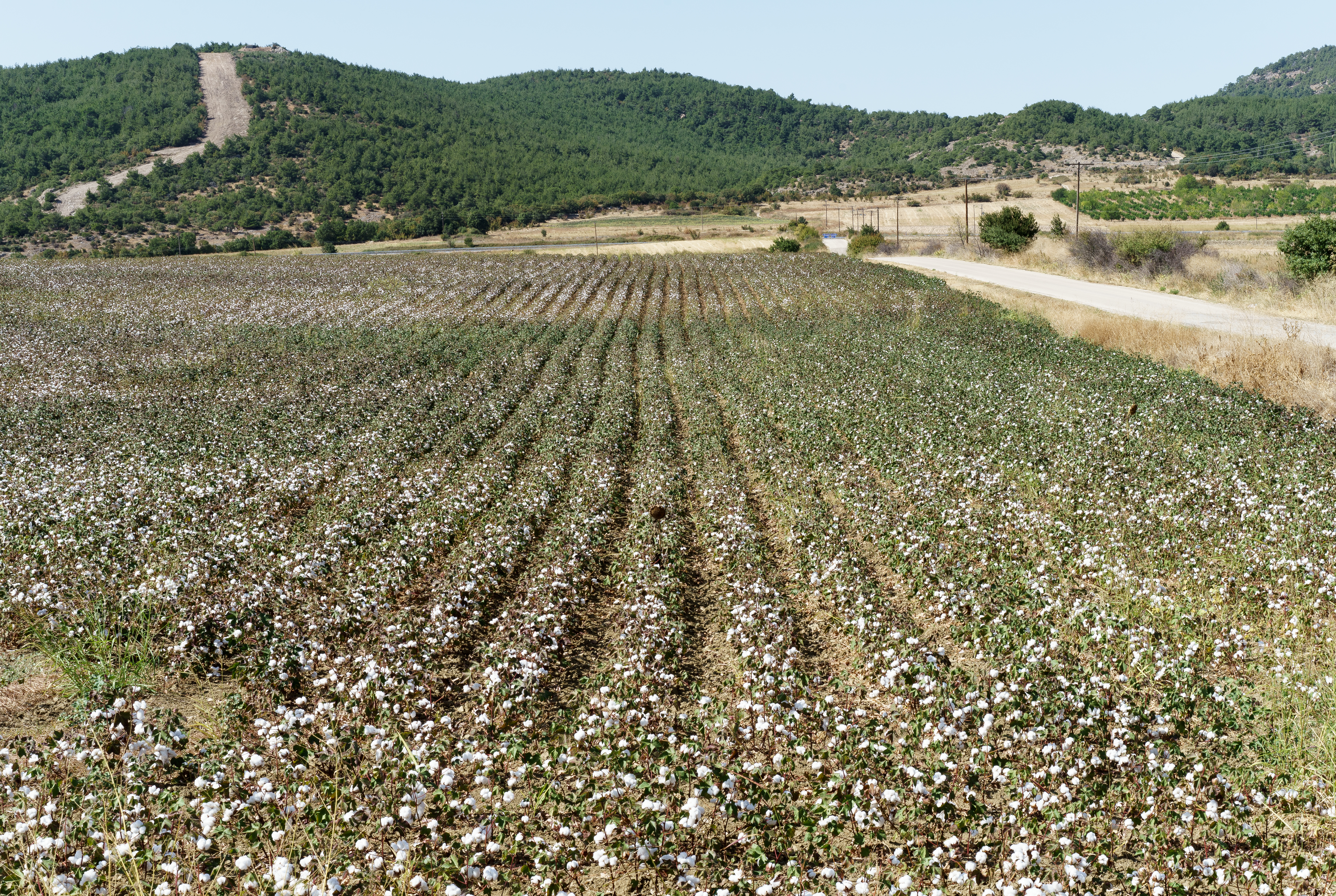
Baumwollfeld bei Lagyna / Griechenland

Die weltweit bedeutendsten Baumwollproduzenten sind die Volksrepublik China, Indien, die USA und Brasilien. In Europa ist Griechenland das einzige Land mit einer größeren Produktionsmenge (Platz 10 der Weltrangliste), gefolgt von Spanien mit einer geringeren Menge – die Türkei wird hier zu den asiatischen Nationen gezählt, da die Hauptanbauflächen in Asien liegen. Die meiste Baumwolle wird in den im sogenannten Baumwollgürtel zwischen dem 43. Grad nördlicher und 36. Grad südlicher Breite gelegenen tropischen und subtropischen Gebieten Mittelamerikas, Indiens und Asiens angebaut. Rund 20 Prozent der weltweiten Baumwolle stammt aus Xinjiang.

## Nachhaltigkeit
Der Verbrauch nicht erneuerbarer Ressourcen variiert erheblich mit den Anbaubedingungen. Bio-Baumwolle hat eine günstigere Ökobilanz als Baumwolle aus konventionellem Anbau, sofern sie gemäß den Richtlinien des ökologischen Landbaus produziert wird. Bio-Baumwollpflanzen sind nicht genetisch modifizierte Pflanzen, welche ohne Hilfe von synthetischen Chemikalien, Pestiziden oder Dünger angepflanzt und gezüchtet werden.
Das Bio-Siegel garantiert ausschließlich den ökologischen Anbau der Faser, gibt aber keine Auskunft über die Weiterverarbeitung. Richtlinien werden durch eine unabhängige Zertifizierungsstelle mindestens einmal im Jahr geprüft. Die Offenlegung betrieblicher Tätigkeiten und der Produktionsmethoden wird angefordert und unabhängig überprüft.
Die Zertifizierung von Bio-Baumwolle ist betrugsanfällig und es wurde wiederholt großangelegter Betrug festgestellt. Plausibilitätsanalysen über die in Umlauf gebrachten Mengen werden dadurch erschwert, dass in Indien als dem wichtigsten Herkunftsland weder die Regierung, noch die Zertifikationsagenturen Mengenangaben veröffentlichen und auch die weltweiten Abnehmer dies nicht tun. Schätzungen gehen davon aus, dass als ökologisch ausgewiesene Baumwolle in größeren Mengen verkauft wird als produziert werden könnte.

### Wasserverbrauch
Der Wasserbedarf für den Anbau von Baumwolle ist hoch. Die Produktion von Baumwolle verbraucht im Durchschnitt 11.000 Liter Wasser pro Kilo. Zusätzlich ist der Anbau mit einem hohen, zumeist fossilen Energiebedarf verbunden, der aus der Produktion von Kunstdünger und anderen Agrarchemikalien herrührt.
Der Wasserverbrauch kann durch effiziente Bewässerungsmethoden wie Tröpfchenbewässerung bzw. Furchenbewässerung bzw. die Wahl geeigneter Standorte reduziert werden.

### Ökologischer Fußabdruck
Baumwolle deckt 2,5 % der weltweiten Anbaufläche ab, verbraucht jedoch 10–16 % der global eingesetzten Pestizide (einschließlich Herbizide, Insektizide und Entlaubungsmittel). Der starke Einsatz von Chemikalien beim herkömmlichen Baumwollanbau schädigt die Umwelt erheblich.
Die bei der Verarbeitung von Baumwolle verwendeten Chemikalien verschmutzen die Luft und die Oberflächengewässer. Zusätzlich sorgt der Anbau von Baumwolle für die Verringerung der Artenvielfalt und Verschiebung des Gleichgewichts der Ökosysteme aufgrund des Einsatzes von Pestiziden.
Beim Vergleich zwischen ökologischem und konventionellem Anbau muss darauf geachtet werden, dass der Ertrag und nicht die Anbaufläche als Maßstab ausschlaggebend ist. Wie bei vielen anderen Kulturen sind in der Regel die Erträge (pro Hektar) bei ökologischem Baumwollanbau deutlich geringer als bei konventionellen Methoden. Dieses Ertragsgefälle führt dazu, dass der Wasserverbrauch für die Produktion der gleichen Menge an Baumwollfasern im direkten Vergleich zwischen biologischen und konventionellen Baumwollanbau höher sein kann.
Im Vergleich zu Textilien aus Kunstfasern ist die biologische Abbaubarkeit von Baumwolle vorteilhaft. Lediglich im Vergleich zu konventionell angebauter Baumwolle hat eine nach Stand der Technik hergestellte Regeneratfaser, insbesondere Lyocell, eine günstigere Ökobilanz bei ähnlichen Materialeigenschaften.

### Pestizide
Wenn Organic Cotton (Biobaumwolle) vom ökologischen Landhaus zertifiziert ist, wird sie ohne synthetische Pestizide angebaut. Im Vergleich dazu kann konventionelle Baumwolle mit einer Reihe synthetischer Pestizide angebaut werden. Felder, die von konventioneller auf Bio-Baumwolle umgestellt werden, müssen getestet werden, um sicherzustellen, dass keine Pestizidrückstände zurückbleiben, wobei eine Übergangszeit von zwei bis drei Jahren vorgesehen ist.
In einigen Fällen sind die Unternehmen dazu übergegangen, die Fasern oder Stoffe selbst auf Pestizidrückstände zu testen, um sicherzustellen, dass die Landwirte oder landwirtschaftlichen Genossenschaften nicht betrügen. Der Einsatz von Insektiziden, Herbiziden, Düngemitteln und Wasser geht in konventionellen Systemen als direkte Folge der weit verbreiteten Einführung gentechnisch veränderter Baumwolle, die derzeit über 95 % der in den USA angebauten Baumwolle ausmacht, nur kurzfristig zurück. Die Bio-Zertifizierung verbietet die Verwendung von gentechnisch veränderten Sorten.

### Einfluss des Anbaus von Baumwolle auf das Klima
Baumwollanbau trägt insbesondere durch den hohen Verbrauch an Mineraldünger und Pestiziden erheblich zum weltweiten Kohlenstoffdioxid-Ausstoß bei. Durch die Herstellung eines Baumwoll-T-Shirts entstehen sieben bis neun Kilogramm Kohlenstoffdioxid (CO2).

### Lebenszyklusanalyse
Im Rahmen einer Lebenszyklusanalyse wurde 2011 von britischen Wissenschaftlern die Umweltbilanz verschiedener Materialien verglichen, die für Beutel Verwendung finden. Papier-Beutel, LDPE-Beutel, Polypropylen-Vliesstoff-Beutel und Baumwoll-Beutel sollten mindestens drei, vier, 11 bzw. 131 Mal wiederverwendet werden, um ein geringeres Potenzial für die globale Erwärmung aufzuweisen als herkömmliche HDPE-Beutel, wenn diese nicht wiederverwendet werden. Die Verwendung von Baumwollbeuteln im Vergleich zu Plastiktüten wirkt sich somit erst bei sehr häufigem Gebrauch positiv auf die Klimabilanz aus.

## Genetik und zukünftige Züchtung
2010 wurde erstmals ein Baumwollgenom sequenziert. Das Genom dieser Wildsorte aus Peru (Gossypium raimondii) ist wesentlich einfacher aufgebaut als das der Kultursorten. Laut Forschern beim 5. Treffen der International Cotton Genome Initiative (ICGI) stellt dies einen bedeutenden Schritt dar auf dem Weg, über die vollständige Kenntnis neue, ertragreiche und widerstandsfähige Sorten zu züchten.

## Baumwollfaser

### Eigenschaften der Faser
Baumwolle ist eine Naturfaser, die aus den Samenhaaren der Pflanzen der Gattung Baumwolle (Gossypium) gewonnen wird. Der Samen bildet als Verlängerung seiner Epidermis längere Haare, die als Lint bezeichnet werden, und drei bis fünf Tage nach der Blüte sehr kurze Haare, die Linter genannt werden. Nur die langen Fasern werden, meist zu dünnen Fäden gesponnen, für Textilien verwendet, während sich die Linter nur für Zelluloseprodukte eignen.
Baumwolle ist sehr saugfähig und kann bis zu 65 % des Gewichtes an Wasser aufnehmen. Sind allerdings Gewebe aus Baumwolle einmal nass geworden, trocknen sie nur langsam. Zudem besitzt Baumwolle auch eine hohe Schmutz- und Ölaufnahmefähigkeit, ist aber auch in der Lage, diese wieder abzugeben.
Baumwollstoffe gelten als sehr hautfreundlich (sie „kratzen“ nicht) und haben ein äußerst geringes Allergiepotential. Diese Eigenschaften machen sie für die Textilindustrie interessant.
Die äußere Form der Baumwollfasern ist flach, verdreht und schleifenähnlich. Die Farben der Fasern variieren von Cremig-Weiß bis zu Schmutzig-Grau, abhängig vom Herstellungs- bzw. Aufbereitungsprozess. Weiterhin existiert auch farbig gewachsene Baumwolle, zumeist in grün und braun.
Baumwolle ist nicht wasserlöslich und in feuchtem oder nassen Zustand reißfester als in trockenem. Die Festigkeiten und Steifigkeiten der Baumwollfaser sind geringer als die der Bastfaser, wobei die Dehnfähigkeit deutlich höher ist. Die Fasern sind alkalibeständig, jedoch nicht säurebeständig. Baumwolle ist anfällig für Befall durch Mikroorganismen, die Widerstandsfähigkeit gegenüber Motten und anderen Insekten ist jedoch recht hoch. Baumwolle ist leicht entflammbar, kann aber gekocht und sterilisiert werden.
Zusätzlich macht die molekulare Struktur der Baumwolle ihre Fasern widerstandsfähig gegen Hitze und Laugen. Baumwolle ist damit auch bei starker Benutzung und häufiger Reinigung besonders langlebig. Sie fand und findet daher Anwendung in Bereichen starker chemischer und physischer Beanspruchung durch Abrieb, Zuglasten oder die Aussetzung von Salzen und Laugen, so zum Beispiel in der Verarbeitung zu Fischernetzen, Segeltuch, Reinigungstextilien, in der Arbeits- und Berufsbekleidung sowie der Tisch- und Bettwäsche der Hotellerie. Abhängig von der tatsächlich gewünschten Anwendung ist es möglich, den Rohstoff Baumwolle durch zahlreiche Arbeitsschritte in einem derart hohen Maße zu veredeln, dass er schließlich eine seidengleiche Anmutung erreichen kann, dabei jedoch weiterhin seine zahlreichen anderen positiven Eigenschaften aufweist.

### Verwendung

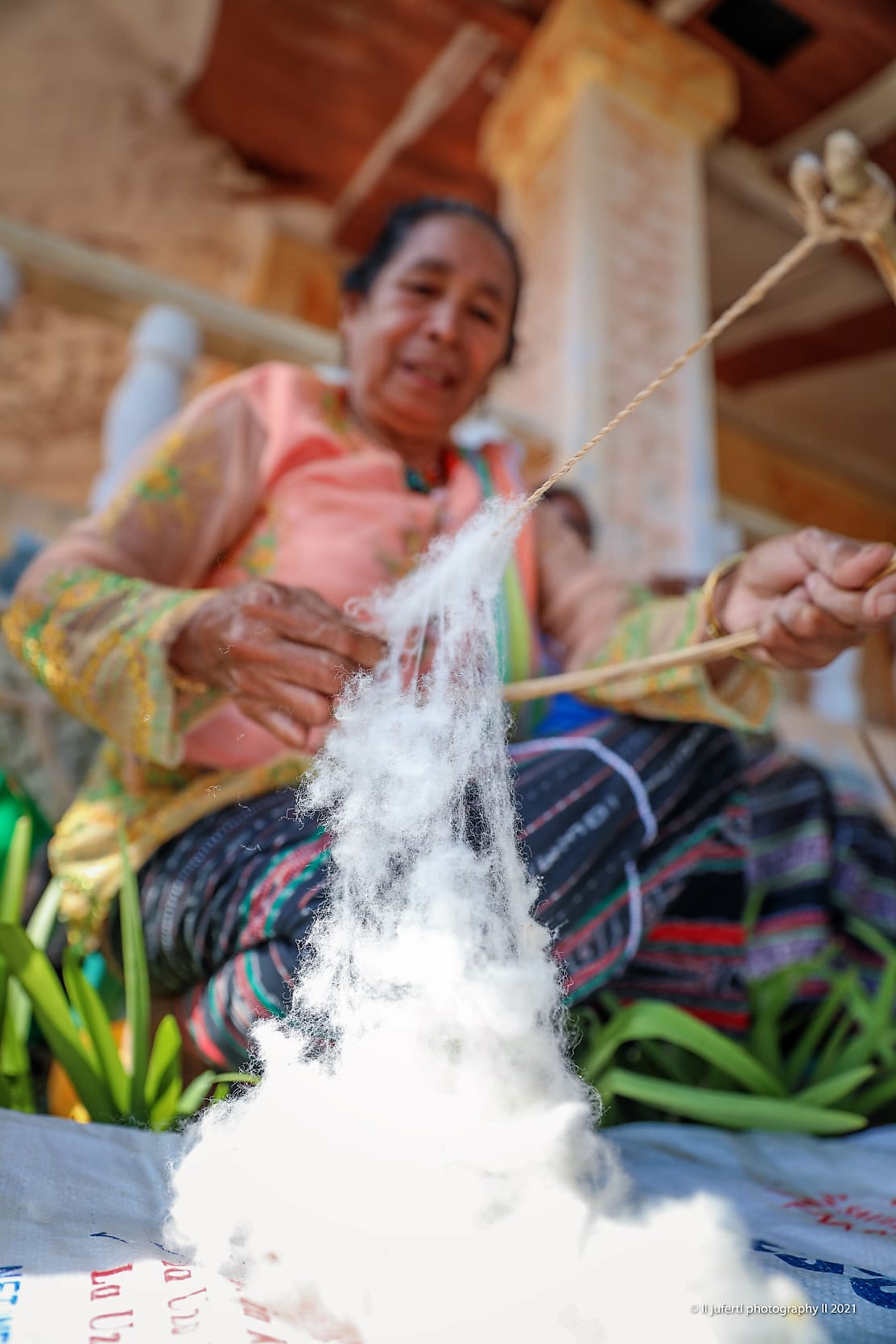
Spinnen von Baumwolle in Osttimor

Der Hauptanwendungsbereich für Baumwolle ist eindeutig die Textilindustrie. Mit einem Mengenanteil von etwa 33 % an der weltweiten Produktion von Textilfasern (einschließlich anderer Naturfasern und Chemiefasern) und einem Mengenanteil von etwa 75 % an den Naturfasern ist Baumwolle die mit Abstand am häufigsten eingesetzte Naturfaser für Heim- und Bekleidungstextilien. Außer in der Textilindustrie finden Baumwollfasern aber auch in vielen anderen Bereichen Verwendung, beispielsweise als Verbandsmaterial in der Medizin sowie bei Kosmetik und Hygiene als Watte oder Wattestäbchen.
Fischernetze, Seile und Taue bestehen häufig ganz oder teilweise aus Baumwollfasern, ebenso Zelte, Planen und Persennings. Früher wurden auch Feuerwehrschläuche aus Baumwolle gefertigt. Baumwolle findet bei der Herstellung von einigen Papiersorten, von Zellulose, Kaffeefiltern, Bucheinbänden und Banknoten Verwendung.
Baumwolle wird auch als Verstärkungsfaser für naturfaserverstärkte Kunststoffe eingesetzt. Haupteinsatzgebiet hierfür sind duroplastische Verbundwerkstoffe vor allem für Lkw-Fahrerkabinen. Durch ihre hohe Dehnfähigkeit ermöglicht die Beimischung von Baumwollfasern zu anderen Naturfasern eine deutliche Verbesserung der Schlagzähigkeit dieser Werkstoffe.
In Form von Nitrocellulose dient Baumwolle zur Herstellung von Munition und Sprengstoff.
Baumwollsamenöl fällt als ein Nebenprodukt der Baumwollproduktion an und kann im raffinierten Zustand als Speiseöl oder Brennstoff genutzt werden. Es ist ein Grundstoff in der kosmetischen Industrie.
Der nach dem Auspressen des Öls verbleibende Ölkuchen dient häufig als eiweißreiches Viehfutter, wird jedoch aufgrund seines hohen Gossypolgehalts nur an ausgewachsene Wiederkäuer verfüttert. Die Samen können zu zirka 20 % Öl und 50 % Baumwollsamenkuchen gepresst werden. Schalen bilden den Rest.
Baumwollsamen galten in den USA früher auch als Hausmittel, um einen Schwangerschaftsabbruch herbeizuführen.

### Bestandteile und Verarbeitung

Cellobiose (ein Glucose-Dimer) bildet die Grundeinheit von Zellulose

Bei der Aufarbeitung der Baumwolle gehen nur rund 10 % des Rohgewichtes verloren. Wenn die Wachs-, Eiweiß- und weiteren Pflanzenreste entfernt sind, bleibt ein natürliches Polymer aus Zellulose zurück. Im Gegensatz zu vielen anderen Naturfasern besitzt Baumwolle keine Lignin- oder Pektinbestandteile und nur eine sehr geringe Menge an Hemizellulose von etwa 5,7 %. Somit besteht die Baumwollfaser, neben der Wachsschicht, fast ausschließlich aus hochkristalliner Zellulose.
Die besondere Anordnung der Zellulose gibt der Baumwolle eine hohe Reißfestigkeit. Jede Faser besteht aus 20 bis 30 Lagen Zellulose in einer gedrehten Struktur.

## Wirtschaftliche Bedeutung

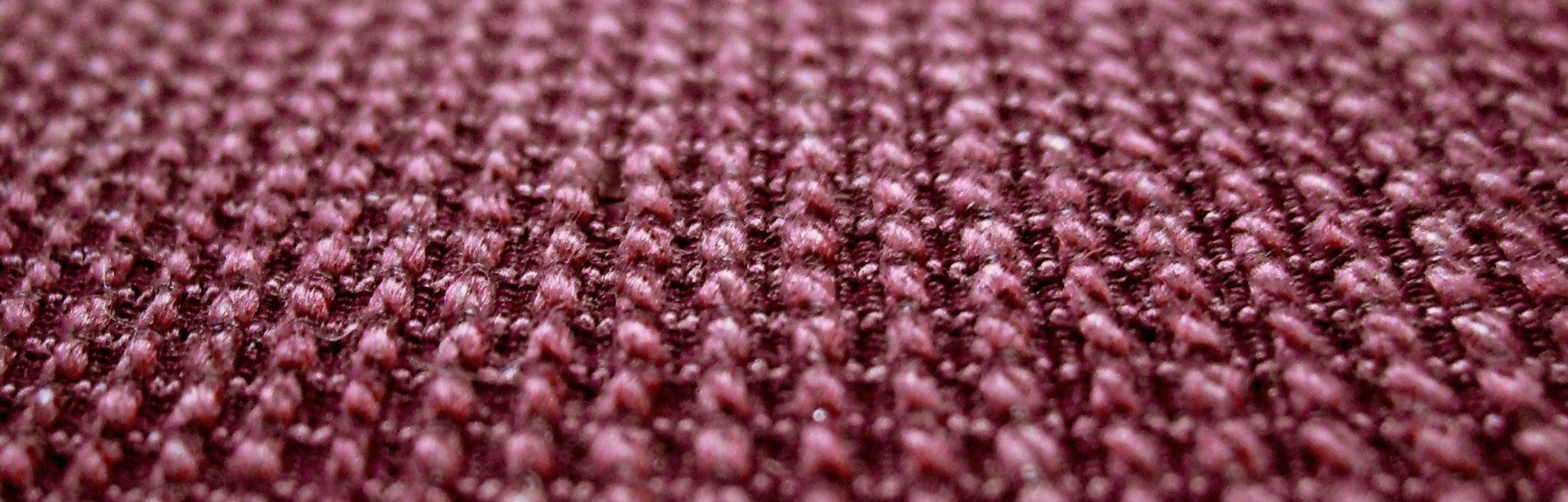
Verarbeitete Baumwolle als Sofabezug

### Welternte Cotton Lint
2020 wurden weltweit insgesamt 24.200.283 t Baumwolle geerntet (nur Lint ohne Linter, s. o.). Die zehn größten Produzenten ernteten zusammen 89,2 % der Weltproduktion:
| Rang | Land                | Menge (in t) |
| ---- | ------------------- | ------------ |
| 1    | Indien              | 6.131.050    |
| 2    | Volksrepublik China | 5.910.500    |
| 3    | Vereinigte Staaten  | 3.180.410    |
| 4    | Brasilien           | 2.688.403    |
| 5    | Pakistan            | 1.201.550    |
| 6    | Usbekistan          | 828.395      |
| 7    | Türkei              | 656.251      |
| 8    | Argentinien         | 367.052      |
| 9    | Griechenland        | 300.000      |
| 10   | Benin               | 260.870      |
|      | Summe Top Ten       | 21.593.431   |

### Welternte Baumwollsamen (Cotton seed)
Weltweit wurden 2020 insgesamt 41.309.634 t Baumwollsamen geerntet. Die zehn größten Produzenten ernteten zusammen 89,5 % der Welterntemenge.
| Rang | Land                | Menge (in t) |
| ---- | ------------------- | ------------ |
| 1    | Indien              | 11.600.000   |
| 2    | Volksrepublik China | 9.850.000    |
| 3    | Brasilien           | 4.454.186    |
| 4    | Vereinigte Staaten  | 4.023.360    |
| 5    | Pakistan            | 2.252.784    |
| 6    | Usbekistan          | 1.685.000    |
| 7    | Griechenland        | 1.065.060    |
| 8    | Türkei              | 1.064.189    |
| 9    | Argentinien         | 535.000      |
| 10   | Benin               | 451.000      |
|      | Summe Top Ten       | 36.980.579   |

## Recycling
Baumwolle hat den Recycling-Code-60 (TEX).

## Gesundheitliche Risiken
Baumwollfasern und deren Stäube können, wie alle Zellulosefasern, aufgrund der glykosidischen Bindung der Art β1→4 nicht von Säugetieren abgebaut werden. Je nach Reinigungsprozess kommen zudem unterschiedliche Mengen an verbliebenen pflanzlichen und bakteriellen Antigenen aus dem Ausgangsmaterial vor. Häufiges Einatmen der Stäube von Zellulosefasern führt zu einer Bioakkumulation in der Lunge, die sich in dem Krankheitsbild der Byssinose äußern kann.

## Gentechnik
Transgene Baumwolle wird hauptsächlich zur Verbesserung des Ertrags verwendet, nur sehr begrenzt zur Veränderung der Faserqualität. Zur Erleichterung des Anbaus gibt es einerseits Modifikationen, in die zur Erhöhung der Resistenz gegenüber Insekten Gene des Bodenbakteriums Bacillus thuringiensis übertragen worden sind (Bt-Baumwolle), andererseits Herbizidtoleranz, insbesondere Glyphosatresistenz.
Auxine spielen eine wichtige Rolle bei der Baumwollfaserentwicklung. Forschern der Universität Südwestchinas (in Chongqing) gelang mithilfe der Gentechnik eine Erhöhung der Indol-3-essigsäure-Produktion in der Epidermis der Pflanze zu Beginn des Faserwachstums. Dies führt zu einer Zunahme der Zahl und Länge verwendbarer Fasern (Lint) und einer Abnahme der Zahl der nicht zu Textilien verarbeitbaren Fasern (Linter). Feldversuche über vier Jahre ergaben, dass der Lintertrag bei den transgenen Pflanzen konsistent um mehr als 15 % höher war als bei den konventionellen Kontrollgruppen. Zudem verbesserte sich die Feinheit der Fasern.